# Dukenburg
Dukenburg is een stadsdeel gesitueerd aan de zuidwestkant van Nijmegen. In 1965 werd een begin gemaakt met het bouwen op de plaatselijk vrij natte grond.

## Geschiedenis

### Kasteel en Landgoed
Dukenburg dankt zijn naam aan het landgoed De Dukenburg dat hier vanaf de 14de eeuw heeft gelegen. Oude naamvormen zijn Duckenbourg, Duckenburg en Dukkenburg. De Franse historicus Jacques-Auguste de Thou gebruikte in 1604 in Historiae sui temporis de latijnse naam Dukenborgum. De Nijmeegse dichter Hans Kasper Arkstee beschreef het in Nijmegen, de oude hoofdstad der Batavieren: in dichtmaat beschreven (1733) als "een plaats (...) wier schoonheên hart en oog ontvonken". "Duckemberg" is genoemd in combinatie met "Budweick" als de plaats van een militair veldkamp nabij Nijmegen in de Engelse vertaling van Paul Rapin de Thoyras' Histoire d'Angleterre van 1724–27 (The History of England, Londen 1745, Vol III-IV, Book XXVI, p. 562) betreffende de krijgsverrichtingen van Sir John Churchill in 1702, die vanwege zijn successen daarop de Hertog van Marlborough zou worden, als aanvoerder van de Engelse, Nederlandse en Duitse (huur-)troepen in hun strijd tegen de Fransen.

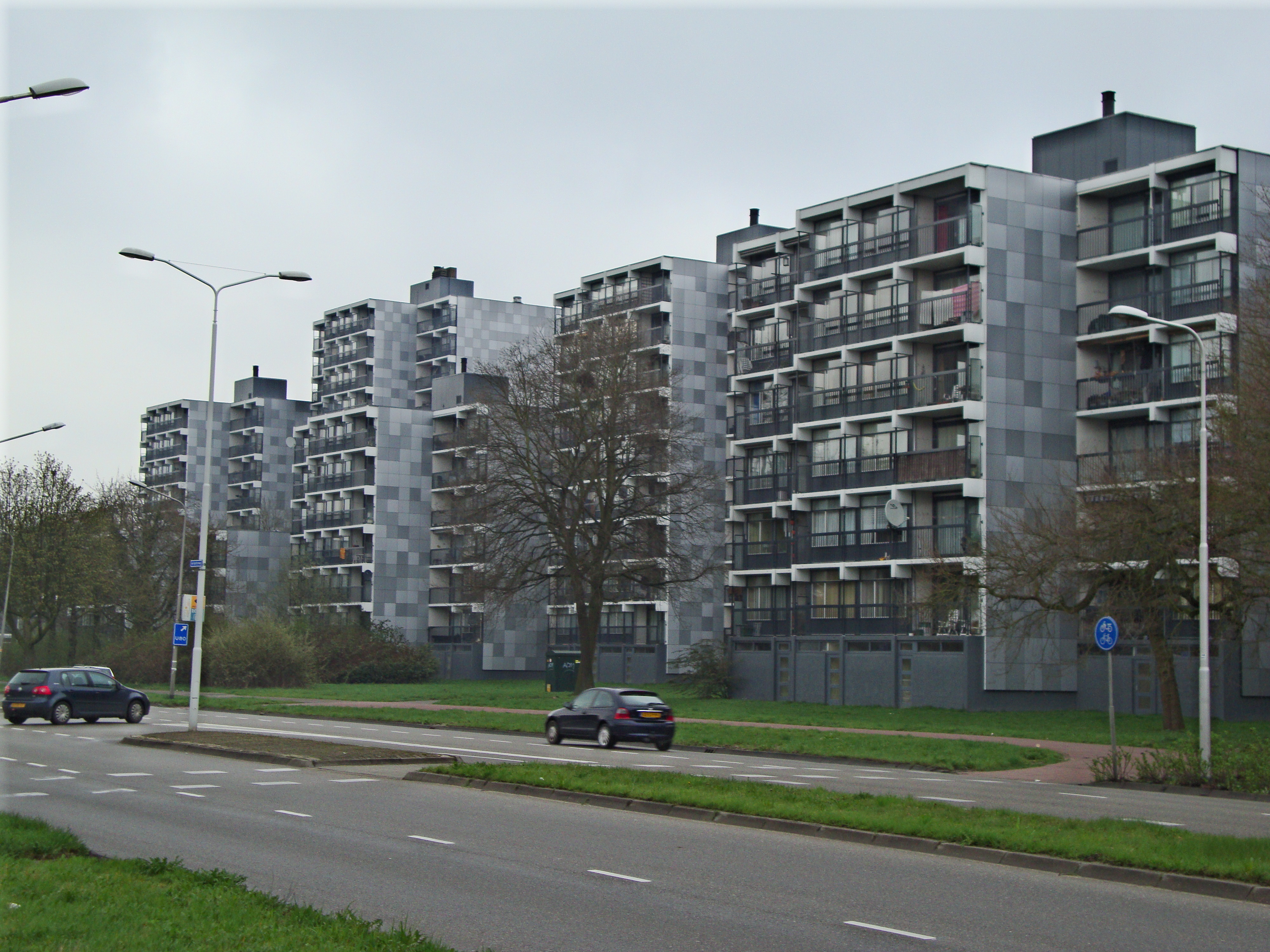
Hoogbouw in Lankforst, de Valckenaerflats op de locatie van het voormalige kasteel Dukenburg

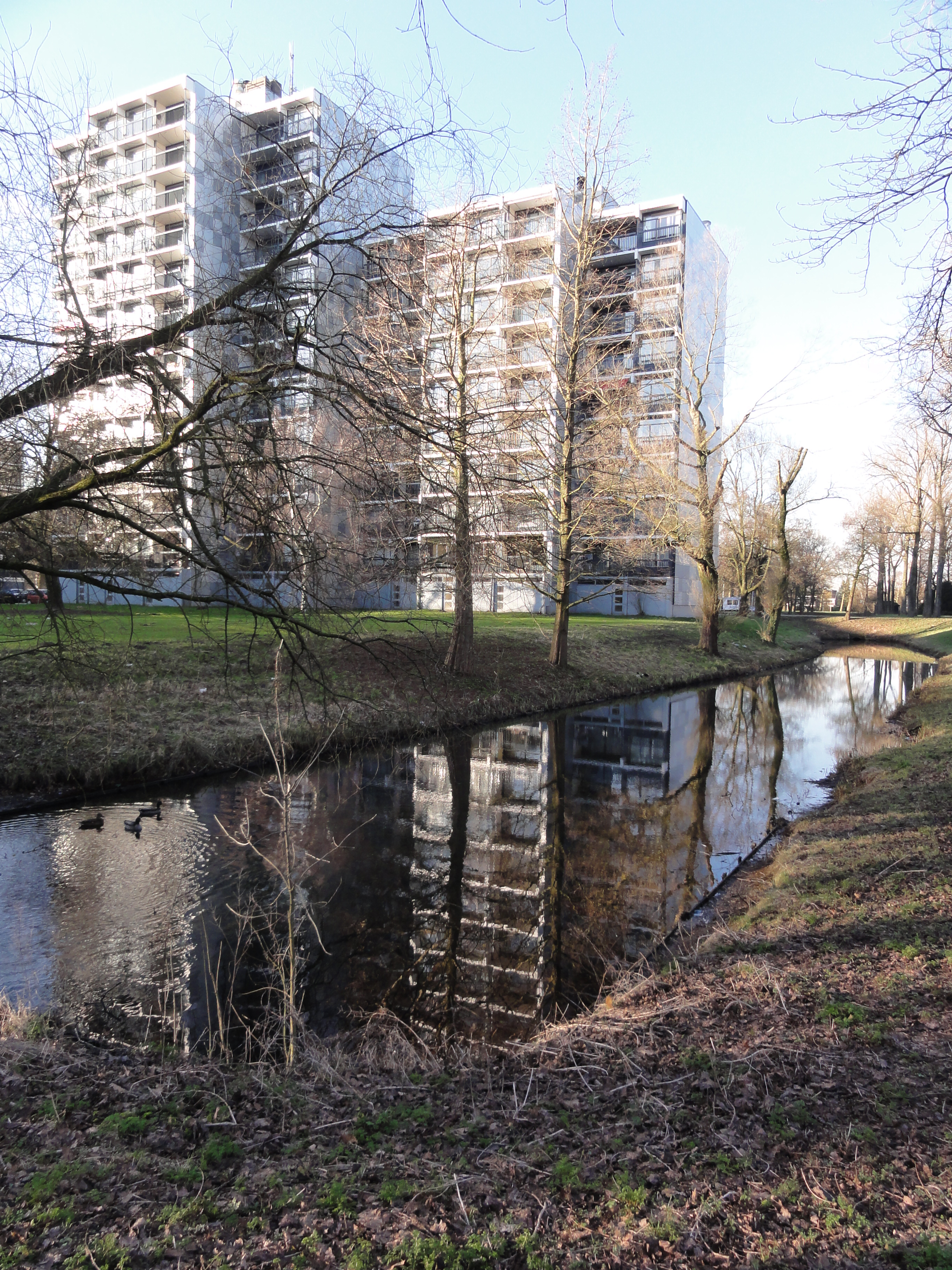
Valckenaerflats zich spiegelend in de voormalige kasteelgracht van kasteel Dukenburg

Het 14e-eeuwse kasteel Dukenburg (Duckenburg) is in de 17e eeuw gesloopt voor nieuwbouw die niet heeft plaatsgevonden. De kasteelheer Willem van Schuylenburg verbouwde het koetshuis, ook orangerie, tot tijdelijk woonhuis. De rechtervleugel van deze orangerie bestaat nog steeds, evenals het in de 17e eeuw gegraven grand canal, al is dit door een weg en een flat in tweeën gedeeld. Ook zijn fragmenten van oude lanen terug te vinden in het stadsdeel, vooral in de wijken Lankforst en Meijhorst.
In 1898 kocht Nicolaas van Haaren het landgoed met een oppervlakte van 335 ha. Na het overlijden van Nicolaas van Haaren bleef zijn vrouw Elisabeth Ackermans, zus van Hendrik Willem-medestichter van de gelijknamige holding Ackermans & van Haaren-, er tot 1914 wonen.

### Stadsuitbreiding jaren 1960 - 1970
In 1958 wordt het landgoed Dukenburg in het herziene uitbreidingsplan van de gemeente Nijmegen voor het eerst genoemd als toekomstige uitbreidingslocatie van de stad. Op 28 september 1959 geeft het college van Burgemeester en Wethouders het adviesbureau van Hasselt en de Koning (nu DHVHaskoning) opdracht voor het maken van een rapport over het watervrij maken en houden van de terreinen op de Duckenburg en omgeving. De conclusie (januari 1960) van het adviesbureau is; zonder bemaling en aanvoer van specie elders, is er toch normale bebouwing mogelijk door ruime, diepe watergangen te graven en de vrijgekomen grond te gebruiken voor ophoging van de te lage delen. De extra kosten boven die van uitbreiding op hoge zandgrond, zouden ƒ 4.500 per ha bedragen; de plannen zouden verder uitgewerkt worden. In augustus 1961 verschijnt een notitie van de Dienst Publieke Werken van de gemeente Nijmegen met de titel; “Algemene motivering van omvang en inhoud, alsmede globale inhoudsbepaling van het te ontwerpen uitbreidingsplan “Duckenburg”.”
In het structuuronderzoek uit 1963-1964 (vier deelnota's) wordt vastgesteld dat voor de toekomstige groei van Nijmegen, naast de bouw van 5.000 woningen in de bestaande stad, ook Duckenburg (9.000 woningen) en de Ooij (17.000 woningen) bebouwd moeten worden. Het landgoed Dukenburg had als voordeel dat er slechts één eigenaar was. Gekozen werd daarom om als eerste te gaan bouwen aan 'de overkant' van het in 1925 aangelegde Maas-Waalkanaal, ook al lag dat ver van het stadscentrum verwijderd. De uitbreiding Ooij zal na Dukenburg als volgende uitbreiding worden gerealiseerd. Met de realisatie van beide uitbreidingen zal de gemeente echter nog steeds een tekort aan woningen hebben. De plannen voor de Ooij gaan uiteindelijk niet door omdat minister Schut met een ministeriële aanwijzing het bouwen in de Ooij verbiedt. De gemeente wordt daarmee gedwongen om meer woningen te gaan bouwen aan de overzijde van het kanaal, het stadsdeel Lindenholt. Dit stadsdeel komt ten noorden van Dukenburg te liggen. De nieuwe plannen hebben ook gevolgen voor Dukenburg. In het bestaande plan is centraal in Dukenburg, in de wijk Meijhorst, het hart van het stadsdeel gepland. Met de plannen voor Lindenholt wordt het Groot Winkelcentrum begin jaren 70 verplaatst naar een centrale plaats in de stadsdelen Dukenburg en Lindenholt, de wijk Zwanenveld, een locatie die aansluit op de ontsluitingswegen van beide stadsdelen en op het spoorwegennet. In 1973 wordt station Dukenburg geopend en het groot winkelcentrum in 1976. Op de oude locatie in de Meijhorst wordt een wijkwinkelcentrum en een wijkcentrum met zwembad gerealiseerd. Het resterende gebied wordt herontwikkeld voor woningbouw. De flats aan de 60e straat in de Meijhorst zijn restanten van de oude plannen die wel gerealiseerd zijn.

### Geologie en bebouwing
In Dukenburg bevond zich in de ondergrond een zeer uniek restant van een verwilderd riviersysteem uit het late Pleistoceen. Dit landschap is ontstaan na de laatste ijstijd, toen veel water werd afgevoerd door een groot aantal ondiepe geulen die zich regelmatig verlegden. Vanuit wetenschappelijke hoek is eind jaren 60 nog verzet tegen de bebouwing van de Dukenburg geweest. De plannen zijn wel doorgegaan, maar op onderdelen enigszins aangepast. Zo is een deel van dit uniek verwilderde riviersysteem aanwezig in het park Staddijk aan de westrand van Dukenburg. Ook bevinden zich aan de oostzijde van Dukenburg sandrs, puinwaaiers van grof zand, gevormd door smeltwater dat in het Saalien vanaf de stuwwal in het oostelijk deel van Nijmegen stroomde. In de niet bebouwde Geologenstrook aan de Van Schuylenburgweg zijn de restanten van deze waaiers nog aanwezig.

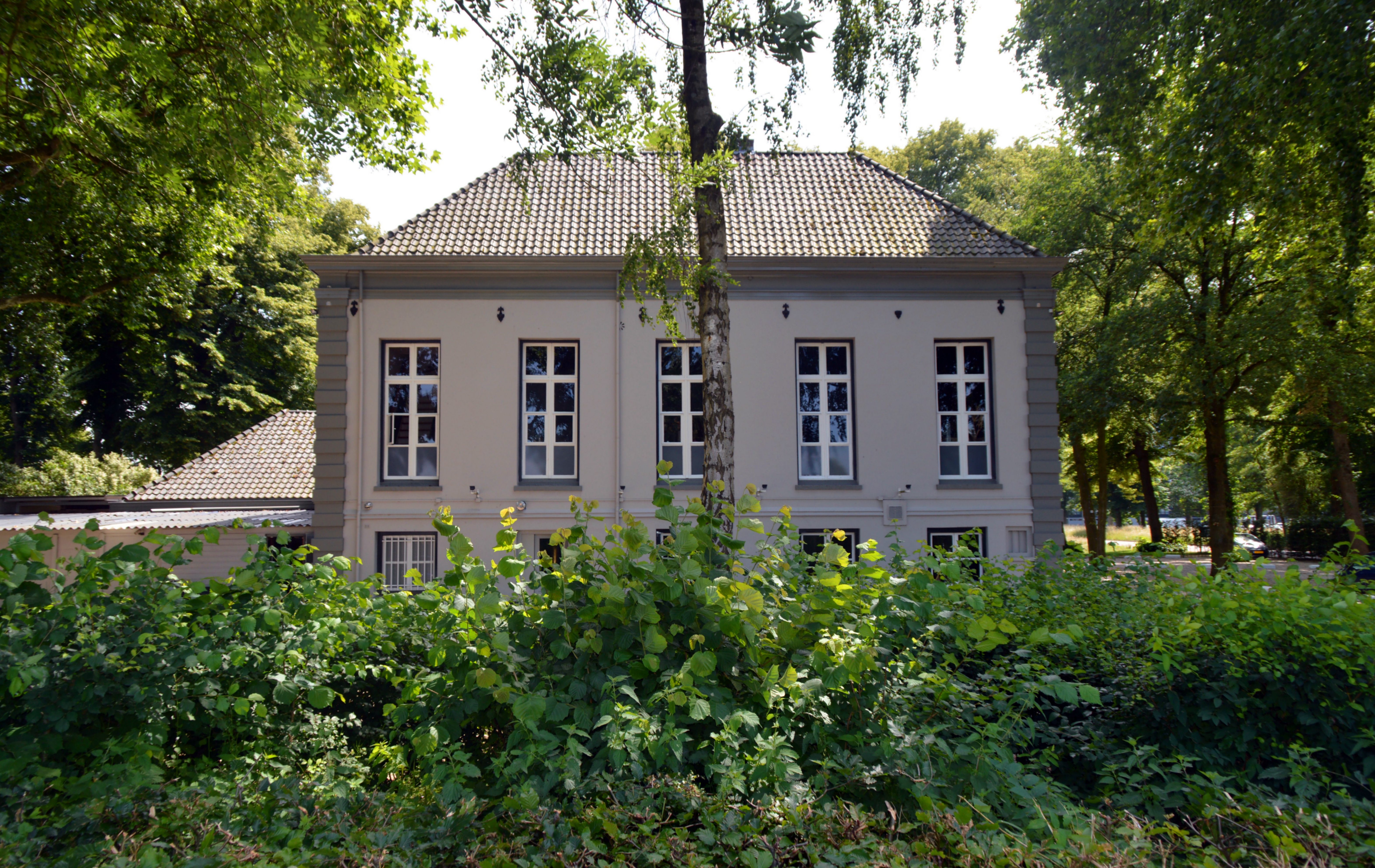
Huis Duckenburg

Stedenbouwkundige Anton Olivier koos er samen met de gemeente Nijmegen voor om Stadsdeel Dukenburg op te zetten met veel groen en laagbouw. Later is er een aanzienlijk aantal flats bijgebouwd vanwege de woningnood. Het bouwen van dit stadsdeel stond garant voor een stadsuitbreiding met zo'n 25000 tot 30000 inwoners.
Veel van de bestaande bomenlanen en bosjes zijn gespaard zodat het stadsdeel van het begin af aan al een groene indruk maakte. Ook is een deel van de historische bebouwing blijven staan, zoals de oranjerie van het voormalige Huis Duckenburg, het Tolhuis aan de Teersdijk en een aantal historische boerderijen.

### Beginjaren
Op 22 april 1966 werd begonnen met de bouw; de eerste bewoners vestigden zich in februari 1967 in Aldenhof, spoedig daarop volgden Malvert en Lankforst. Het stadsdeel heette destijds Groot-Dukenburg, naast de al bestaande wijk Dukenburg. Dit gaf verwarring. In 1969 werd de wijk Dukenburg omgedoopt tot Meijhorst en werd Groot-Dukenburg stadsdeel Dukenburg. De beginjaren kenmerkten zich door een pioniersgeest en een grote solidariteit, en vanaf de stichting van het stadsdeel is een bloeiend verenigingsleven ontstaan. De oudste vereniging, opgericht al in februari 1968, is Sport-en-Ontspanningsvereniging Groot-Dukenburg. Die organiseerde van alles: gymnastiek voor dames, hobbymiddagen voor kinderen, een drumband, de Dukenburgmars, een fotoclub. In maart 1968 werd Scouting Karel de Stoute opgericht en in april 1968 ging de eerste jongerensoos Lamandy, voorloper van jongerencentrum Staddijk 41, van start. September 1968 luidde de start van aquariumvereniging Casa Aqua in. In 1969 kwamen op initiatief van het toenmalige W.O.O. (Wijkopbouworgaan) meerdere initiatieven voor sportclubs van de grond: Badmintonclub Dukenburg, Bridgeclub Kwetsbaar '70, tennisvereniging Smash '70, een volleybalclub, een judoclub, etc.; in 1971 werd het V.A.D. (Vakantieactiviteiten Dukenburg) opgericht, die naast diverse andere jeugdactiviteiten het kinderbouwdorp Dukendam organiseerde, een evenement dat in de beginjaren tot 1400 kinderen trok en in 2012 voor de 40e keer gehouden wordt.
Na de oudste 4 wijken werden ook Tolhuis, Weezenhof en als laatste Zwanenveld aangelegd waarmee het inwonertal opliep tot boven 25000 in 1975. Dit aantal is nog gestegen tot boven 30.000, maar is door vergrijzing gedaald naar zo'n 23.000. Aan de zuid- en westzijde liggen de groene gebieden Vogelzang en Staddijk, waar geen stadsuitbreiding heeft plaatsgevonden.

### Recente ontwikkelingen
Hart voor Dukenburg (2002-2005) en masterplan Dukenburg (2005-2008) zijn recente plannen voor grootschalige verdichtende nieuwbouw in dit stadsdeel. Mede vanwege deze plannen hebben bewoners zich in 2005 verenigd in 7 wijkplatforms onder een overkoepelend bewonersplatform De Zevensprong. Vanwege de economische crisis van 2008 en daarna hebben de bouwactiviteiten op een laag pitje gestaan, maar inmiddels wordt er weer volop gebouwd. Voorbeelden van recente opleveringen zijn: de zorgcomplexen De Wollewei in de wijk Malvert, De Horizon in de wijk Meijhorst, De Vlechting in de wijk Zwanenveld; het gezondheidscentrum De Schakel in de wijk Meijhorst; de schilrenovatie van de maisonnette-gebouwen in het gehele stadsdeel; de bouw van het Crematorium en uitvaartcentrum Waalstede in De Staddijk, ten westen van de wijk Tolhuis. Ook het HAN-terrein aan de van Schuijlenburgweg zal na de sloop van het schoolcomplex worden bebouwd. Naar verwachting start de bouw medio 2019. Het complex krijgt de naam 'Hof van Nijmegen'.

## Demografie
Stadsdeel Dukenburg heeft een enigszins vergrijzende bevolking. De opbouw naar leeftijd is ongeveer als volgt: 27 % (0-24)-jarigen, 32 % (25-49)-jarigen, 41 % (50-65+)-jarigen.
Aantal inwoners
Aantal inwoners sinds Dukenburg als stadsdeel is opgenomen in de statistieken van Nijmegen. Teldatum 1 januari.
| Jaar            | 1963 | 1964 | 1965 | 1966 | 1967 | 1968  | 1969  | 1970   | 1971   | 1972   | 1973   | 1974   | 1975   | 1976   | 1977   | 1978   | 1979   | 1980   |
| Aantal inwoners | 461  | 446  | 435  | 425  | 407  | 2.016 | 7.538 | 10.332 | 13.140 | 15.213 | 17.312 | 21.639 | 25.530 | 28.581 | 29.594 | 30.206 | 30.536 | 30.883 |

| Jaar            | 1981   | 1982   | 1983   | 1984   | 1985   | 1986   | 1987   | 1988   | 1989   | 1990   | 1991   | 1992   | 1993   | 1994   | 1995   | 1996   | 1997   | 1998   | 1999   | 2000   |
| Aantal inwoners | 30.791 | ...... | ...... | ...... | 27.940 | ...... | ...... | 26.537 | ...... | 25.750 | 25.774 | 25.537 | 25.381 | 25.151 | 25.071 | 24.708 | 24.280 | 23.942 | 23.932 | 23.755 |

| Jaar            | 2001   | 2002   | 2003   | 2004   | 2005   | 2006   | 2007   | 2008   | 2009   | 2010   | 2011   | 2012   | 2013   | 2014   | 2015   | 2016   | 2017   | 2018   |
| Aantal inwoners | 23.744 | 23.690 | 23.835 | 23.832 | 23.499 | 23.316 | 23.188 | 23.219 | 23.131 | 22.816 | 22.859 | 22.840 | 22.282 | 22.179 | 22.199 | 22.110 | 22.125 | 22.025 |

| Jaar            | 2019   | 2020   | 2021   | 2022   | 2023   | 2024   |
| Aantal inwoners | 22.000 | 22.095 | 21.955 | 22.055 | 22.350 | 22.390 |

## Bereikbaarheid
Stadsdeel Nijmegen Dukenburg is vanaf het centrum van Nijmegen bereikbaar via het spoor, via enkele stads- en streekbuslijnen en middels drie bruggen over het Maas-Waalkanaal (de Graafsebrug, Dukenburgsebrug en Hatertsebrug). Ook is dit stadsdeel ontsloten middels afslag 2 (Nijmegen-Dukenburg) van de A73 en de oude rijksweg Nijmegen-'s-Hertogenbosch (N324/Graafseweg). Dukenburg heeft een eigen treinstation aan de spoorlijn van Nijmegen naar 's-Hertogenbosch. Het station kreeg in 1986 een eigen gebouw, ontworpen door architect P.A.M.J. Corbey, maar dat werd in 1996 door een nieuw gebouw ontworpen door Th.J.B. Fikkers vervangen.  Vanaf het naastgelegen busstation 'Station Dukenburg' vertrekken bussen naar alle windrichtingen, naar het centrum van Nijmegen en de wijken van Dukenburg, maar ook naar Wijchen (lijnen 13 en 15), Grave (lijn 99), Velp (lijn 331) en Beuningen (lijn 11). Naast station Nijmegen Dukenburg bevindt zich het gelijknamig winkelcentrum.

## Voorzieningen
De meest in het oog springende voorziening van stadsdeel Dukenburg is sinds 1975 het gelijknamige winkelcentrum in combinatie met het station Dukenburg en het gelijknamige busstation. In het winkelcentrum bevinden zich zo'n 100 winkels waar niet alleen wijkbewoners winkelen maar ook bewoners van naburige gemeenten. Het parkeren is er goedkoop. Daarnaast bevinden zich in het stadsdeel drie wijkwinkelcentra (Malvert, Meijhorst en Weezenhof), het zwembad Dukenburg, het wijkcentrum Dukenburg, Sporthal Meijhorst, de Ontmoetingskerk (Meijhorst, RK en PKN), meerdere gymnastiekzalen, en het Triavium (een schaatsbaan en evenementencomplex). In stadspark Staddijk ligt een groot aantal sportvelden.
Het stadsdeel Dukenburg is gelegen nabij het bedrijventerrein Bijsterhuizen. Langs de Wijchenseweg in het aangrenzende stadsdeel Lindenholt bevindt zich een woonboulevard.

## Populariteit
Dukenburg is het stadsdeel met het meeste groen. Ongeveer 40 % van het beschikbare groen van Nijmegen bevindt zich in Dukenburg. Daarnaast is de opzet van straten en woningen opmerkelijk ruim. En alle wijken kenmerken zich door een rustig en kindvriendelijk karakter en zijn geliefd bij jong en oud, mede vanwege de nog betaalbare laag- en midden- en hoogbouw woningen. Dukenburg is minder populair bij de studenten van Nijmegen. De reden hiervoor is de afstand van de wijken tot het centrum en de universiteit.
Bewoners zijn verenigd in zeven wijkplatforms met daarboven de overkoepelende organisatie Stichting De Zevensprong.

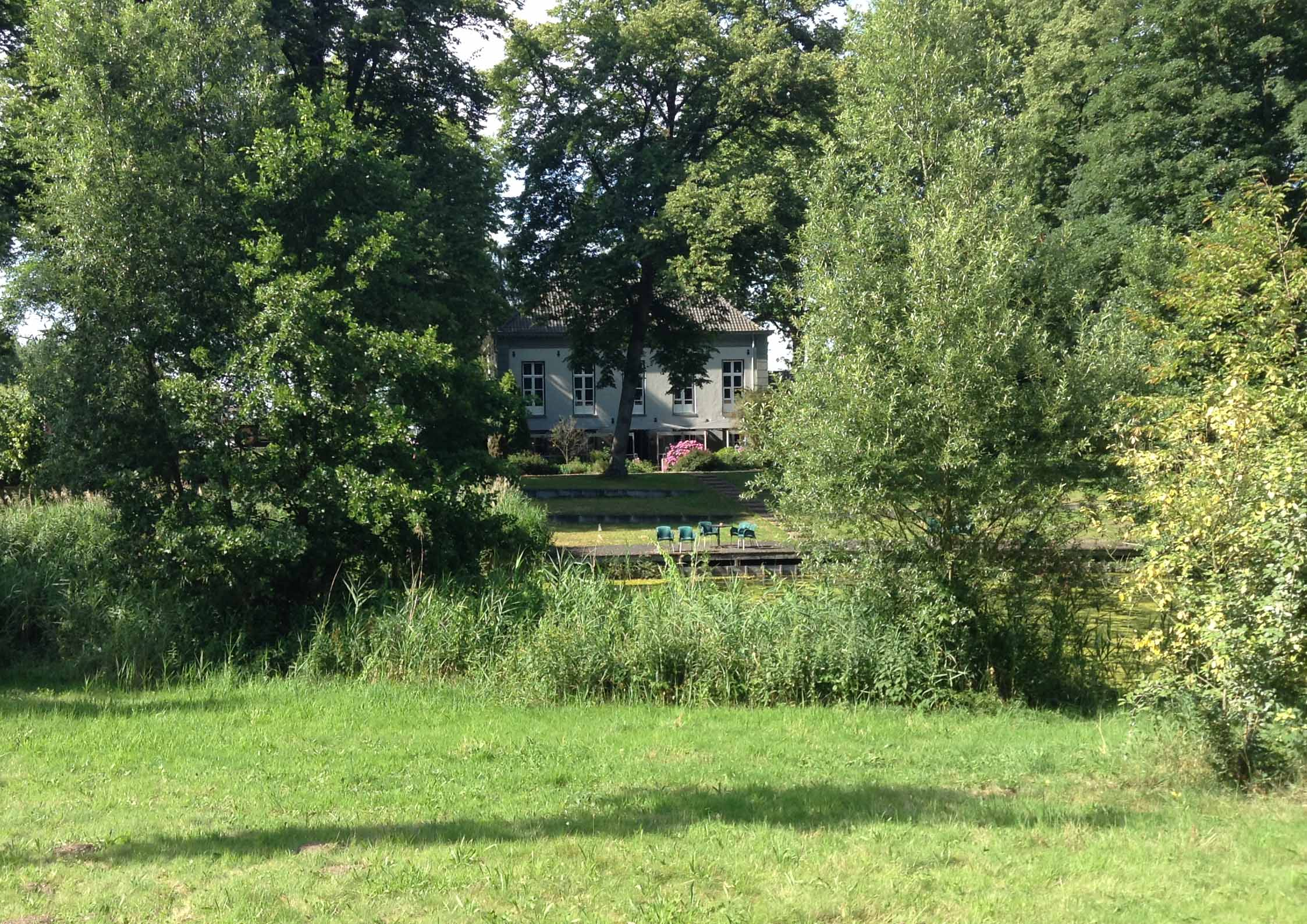
Koetshuis van het voormalige Huis Duckenburg (Lankforst)
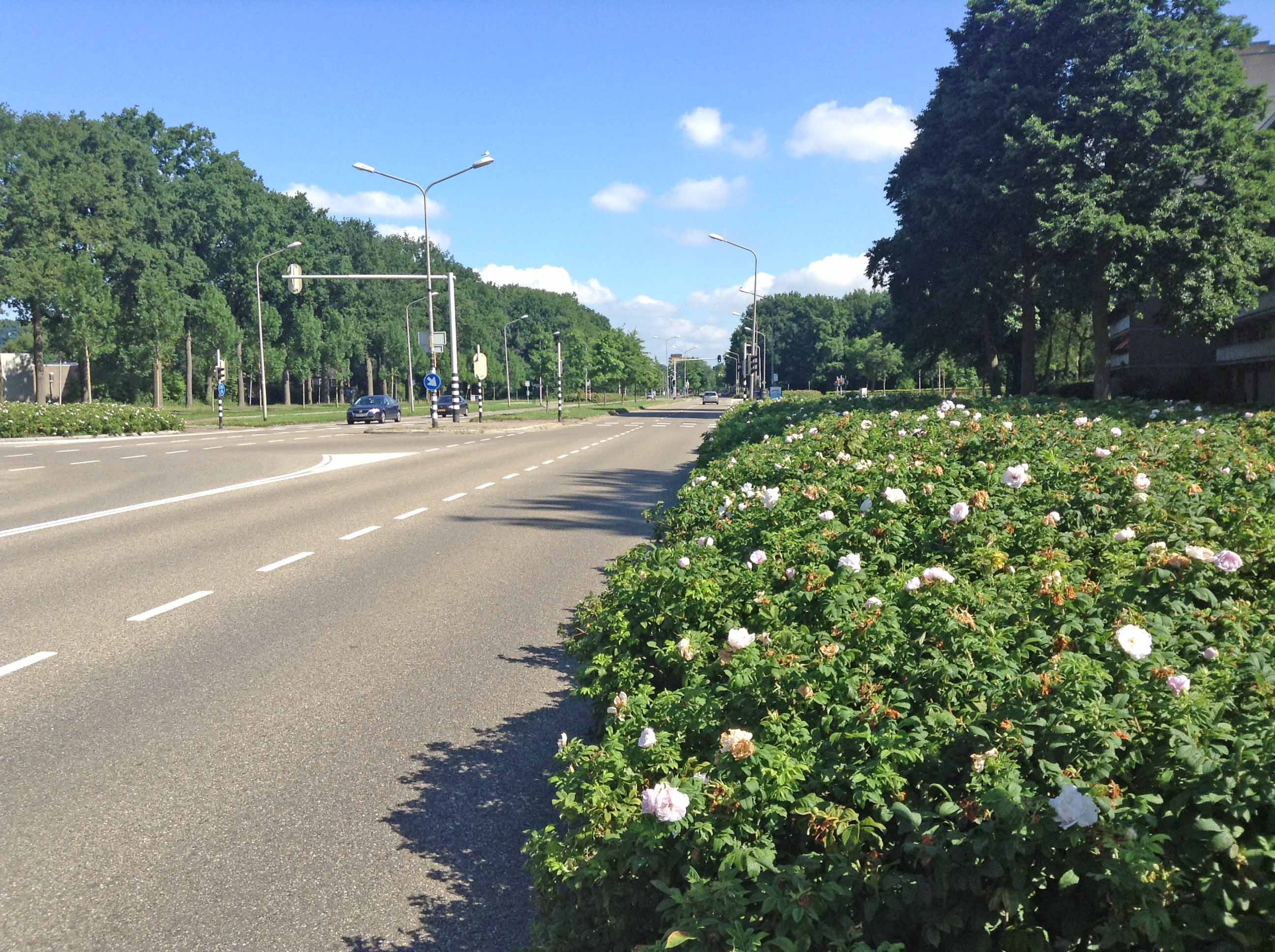
Van Apelterenweg (Malvert)
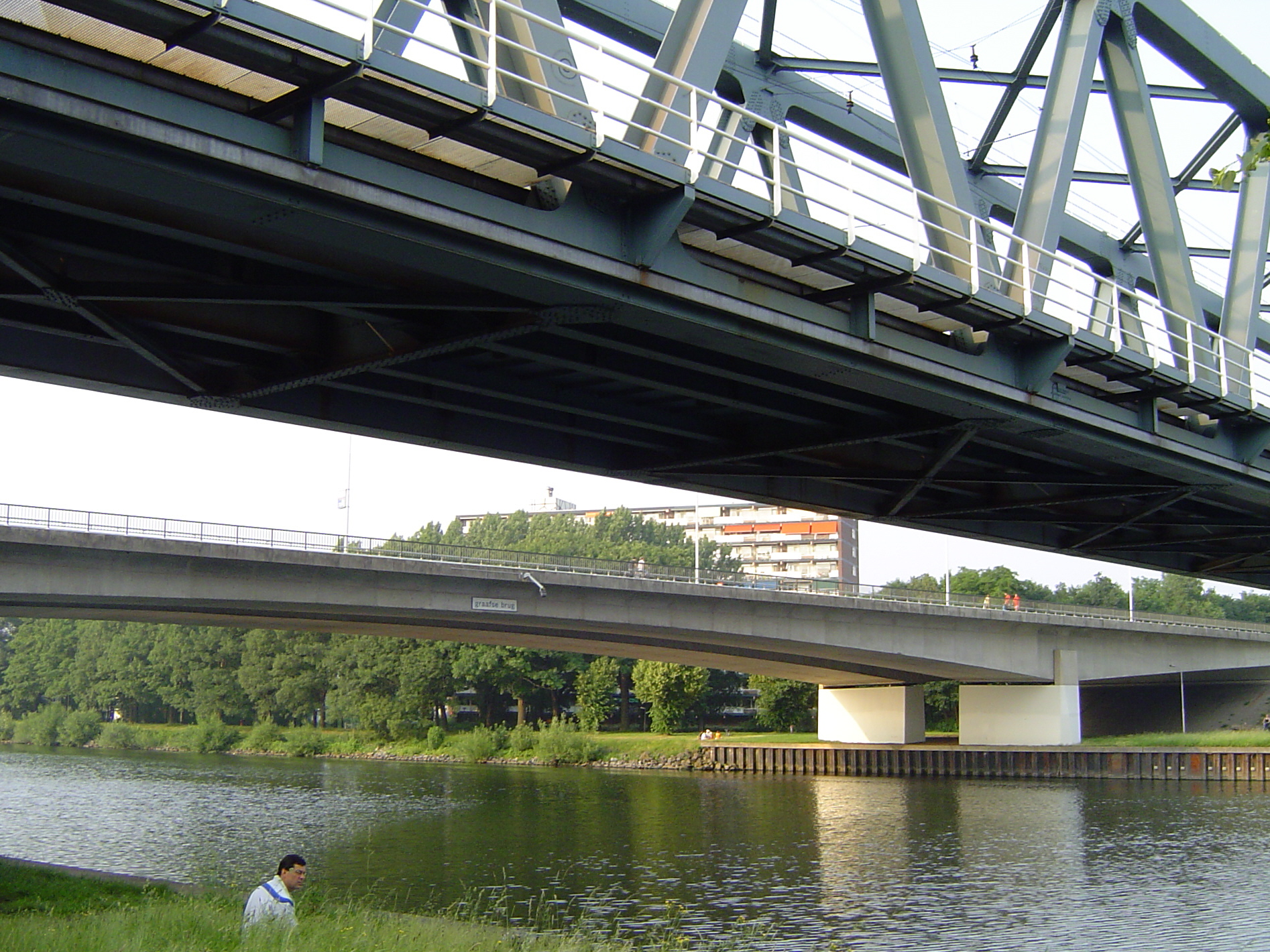
Graafsebrug en spoorbrug (Graafseweg)
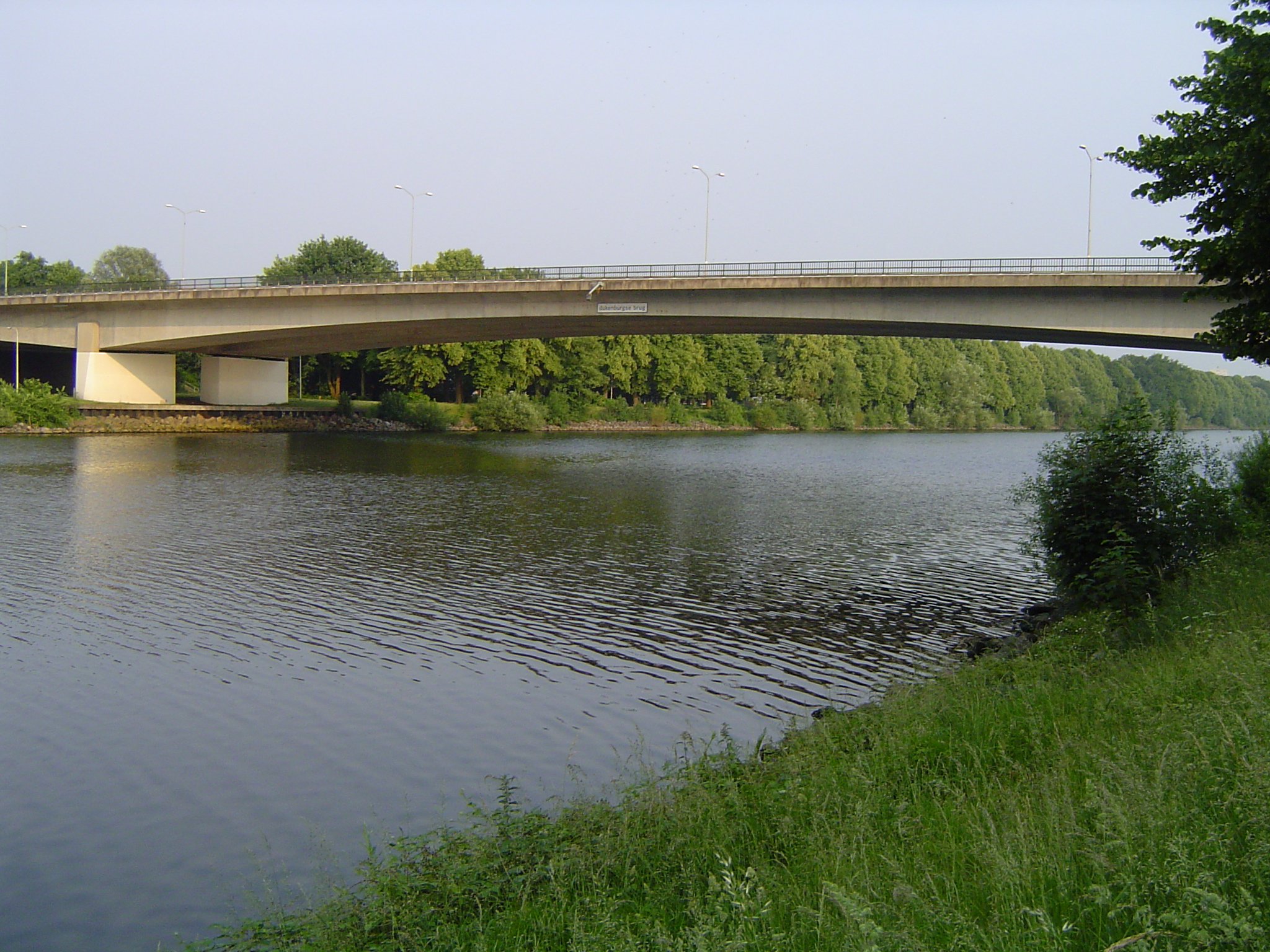
Dukenburgsebrug (Nieuwe Dukenburgse Weg)
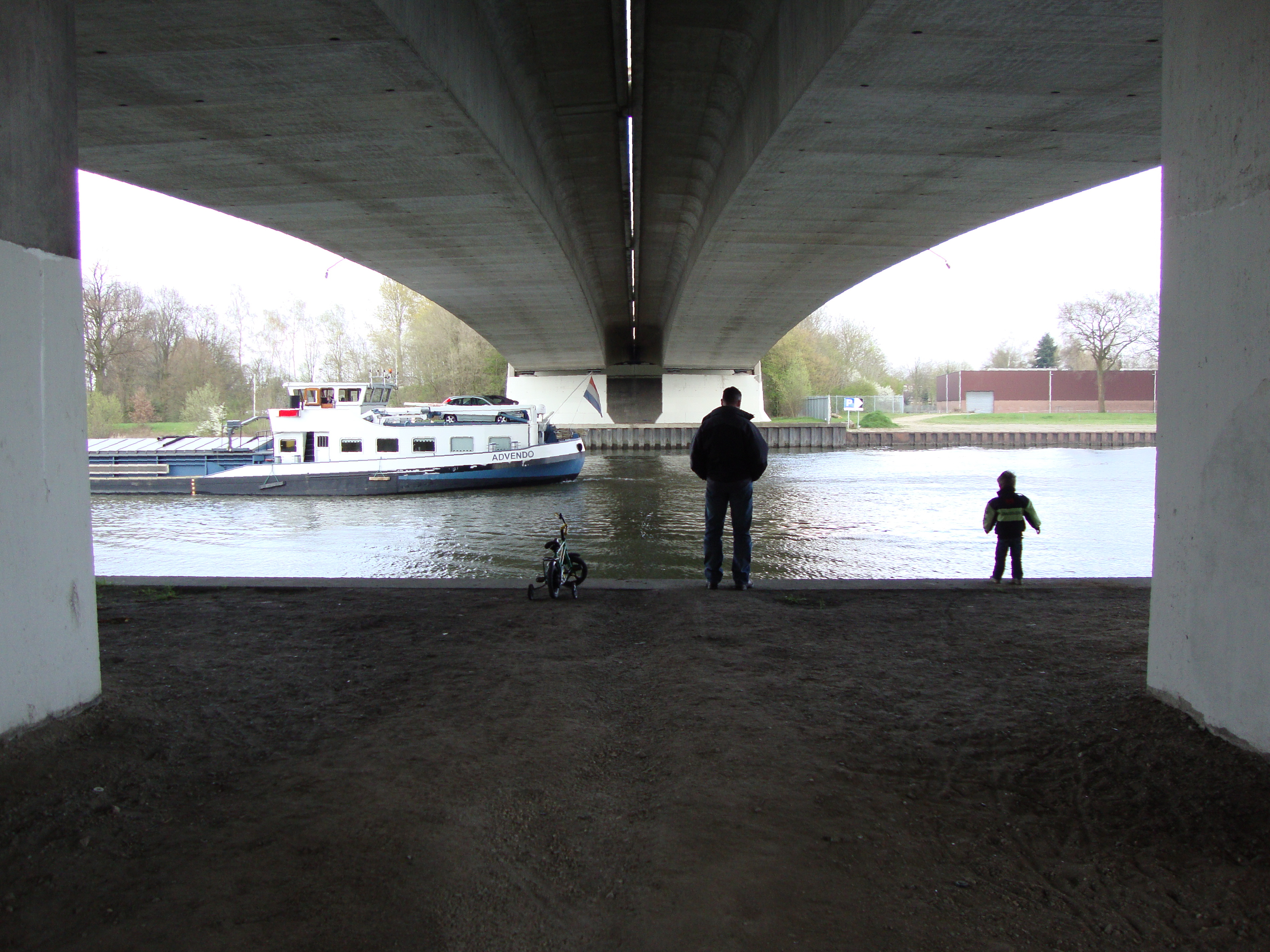
Onder de Hatertse brug, grens tussen Malvert en Weezenhof
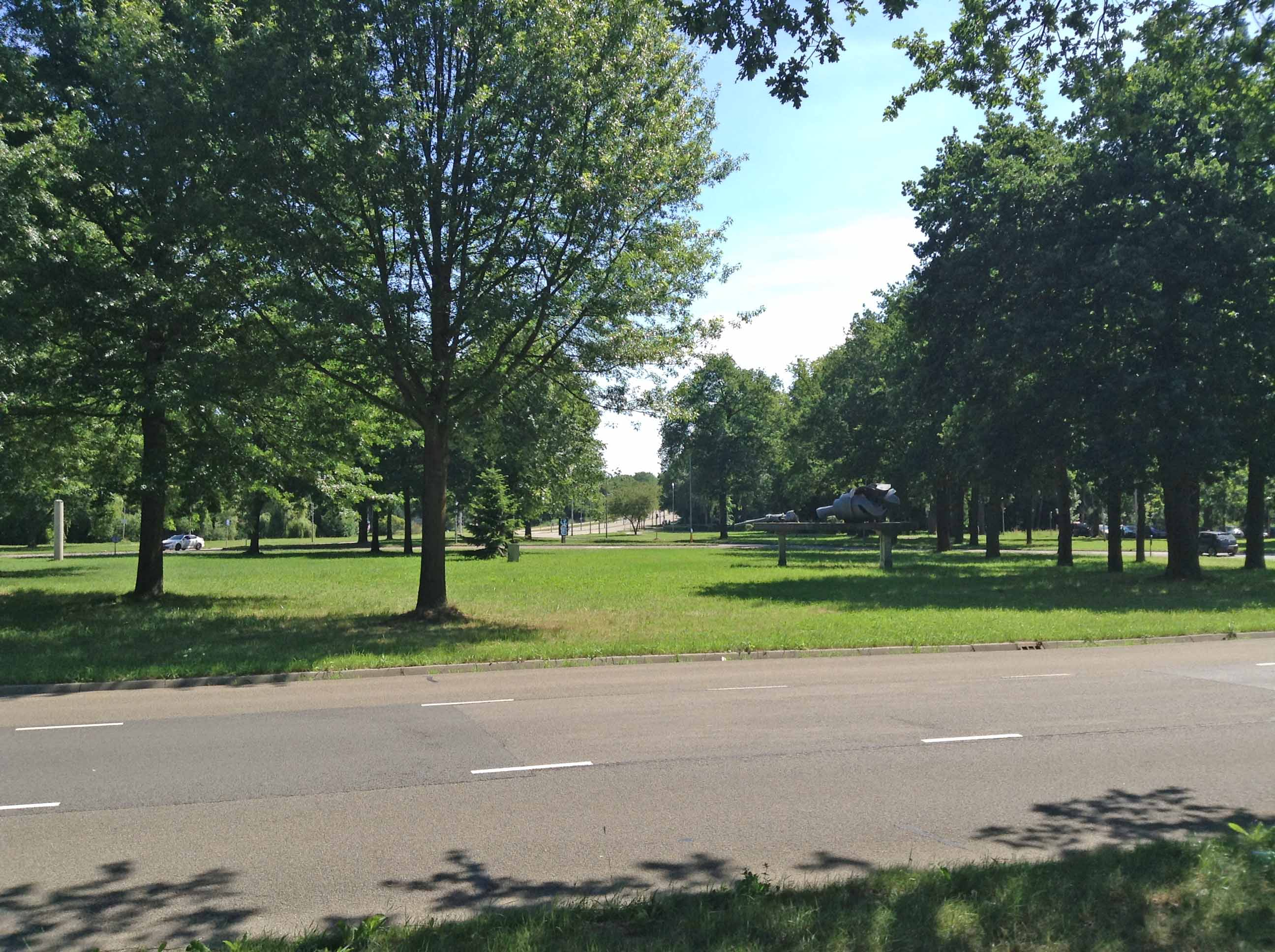
Steve Biko Plein
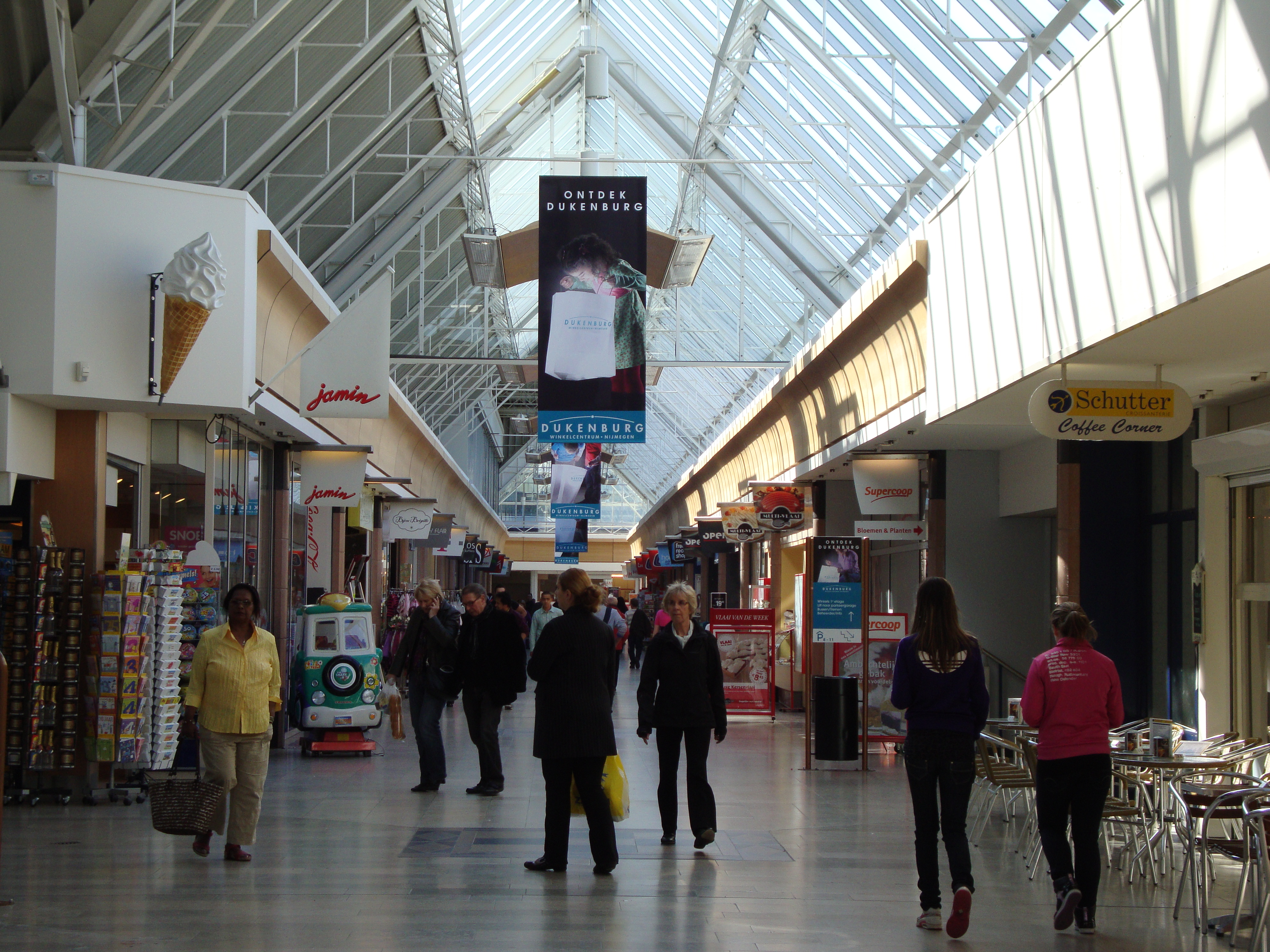
Binnenaanzien winkelcentrum Dukenburg
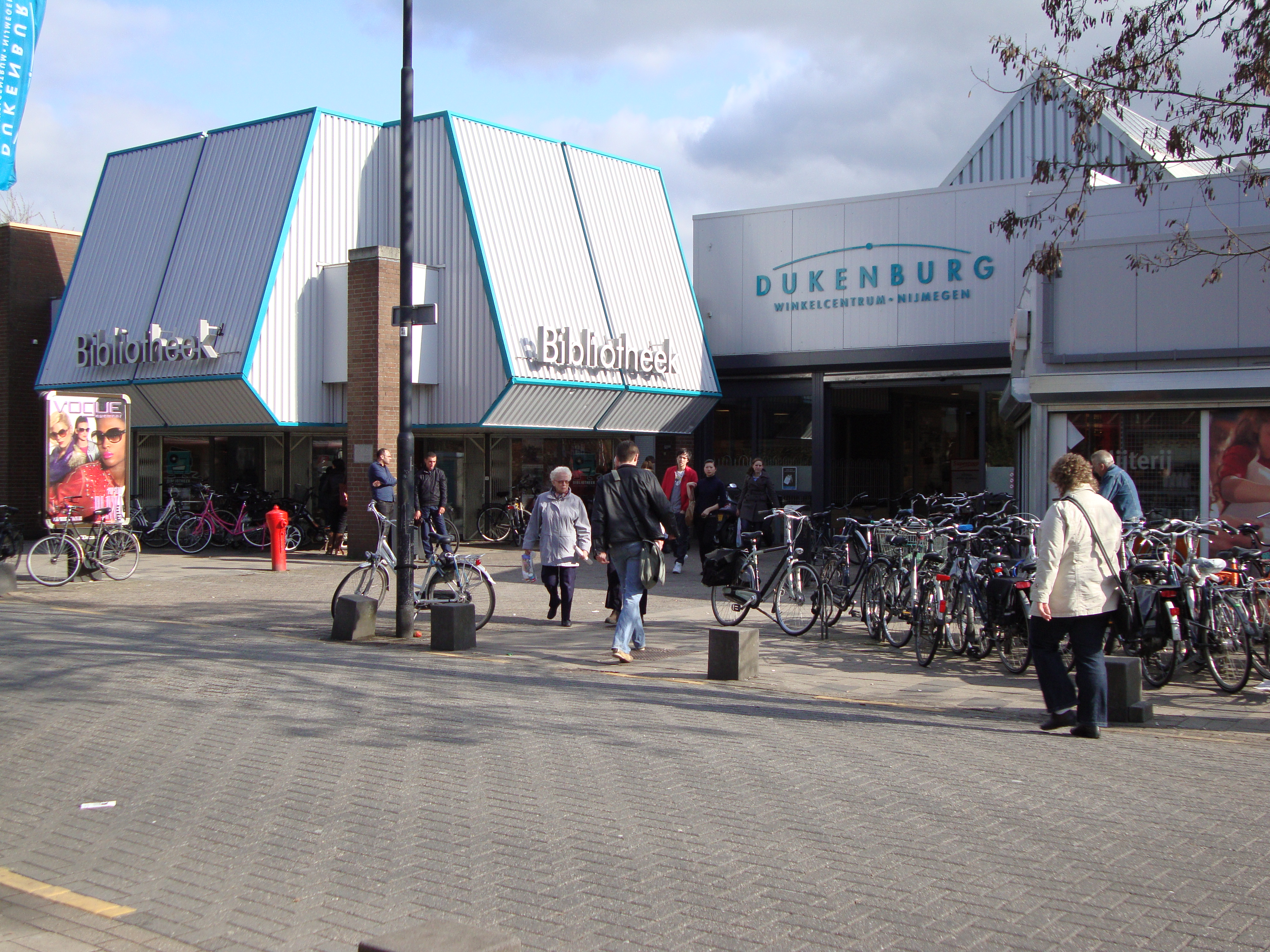
Bibliotheek Zwanenveld en zijingang winkelcentrum Dukenburg
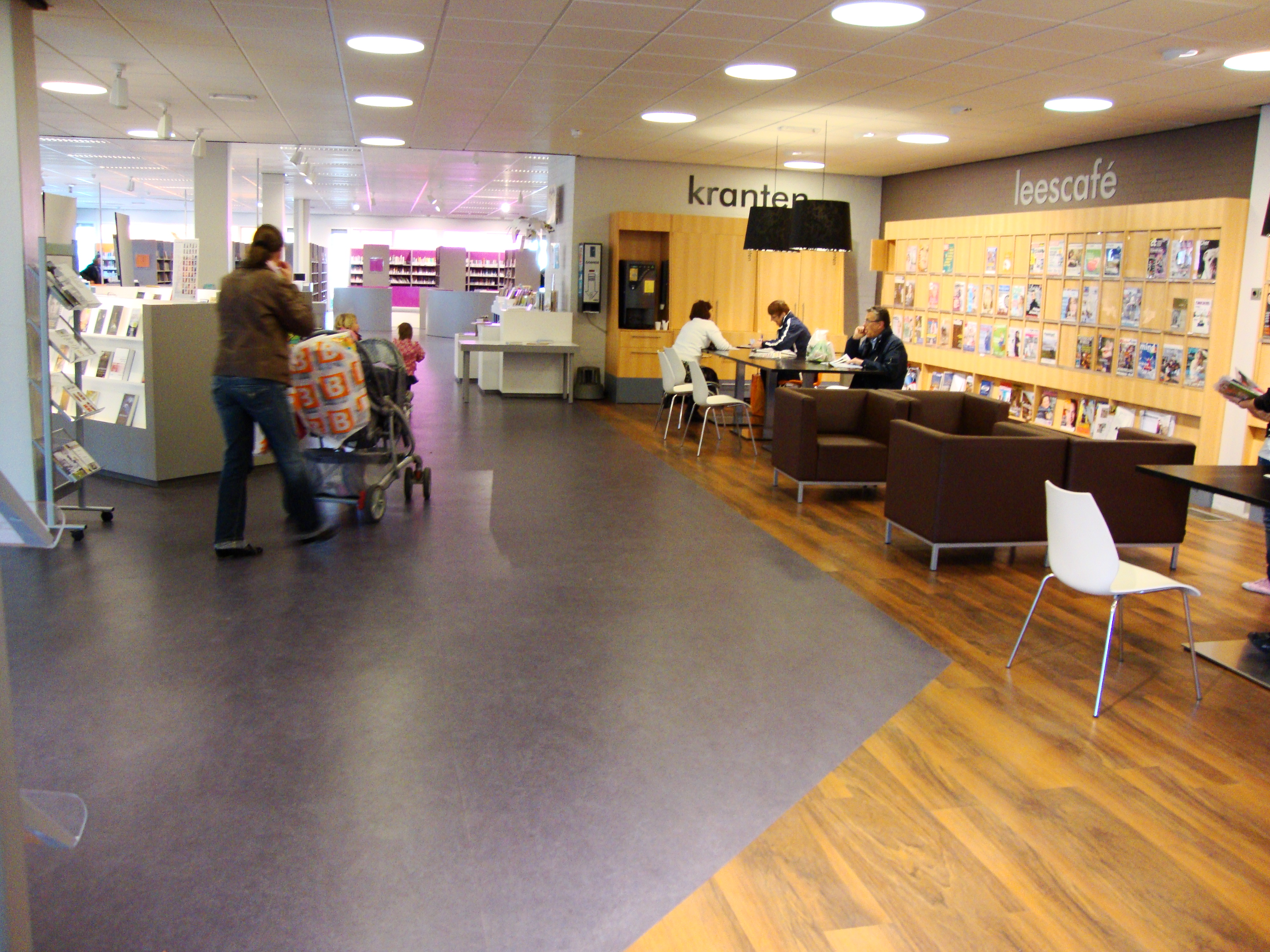
Bibliotheek Zwanenveld, interieur met leescafé
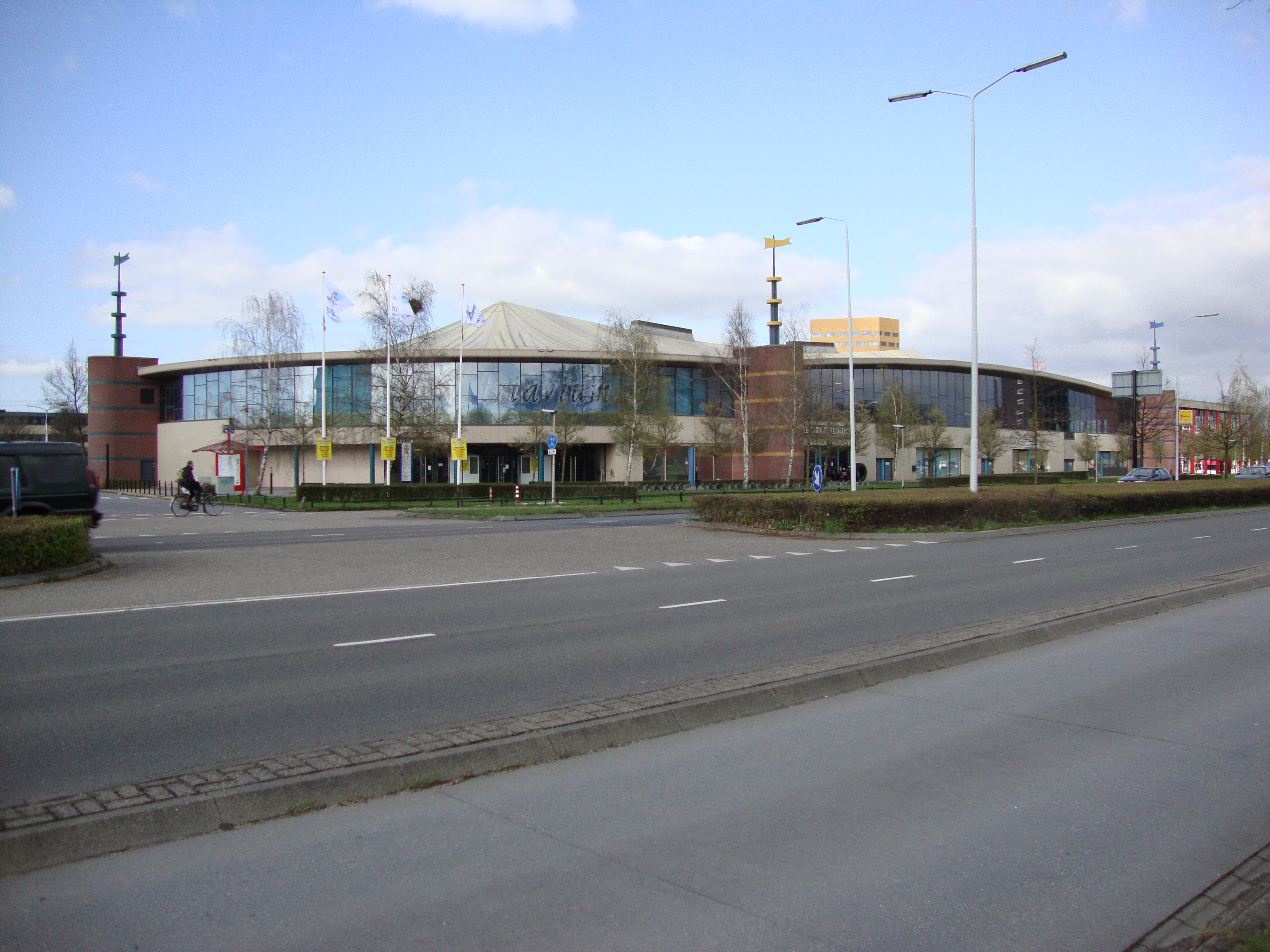
IJsbaan en congrescentrum Triavium (Tolhuis)
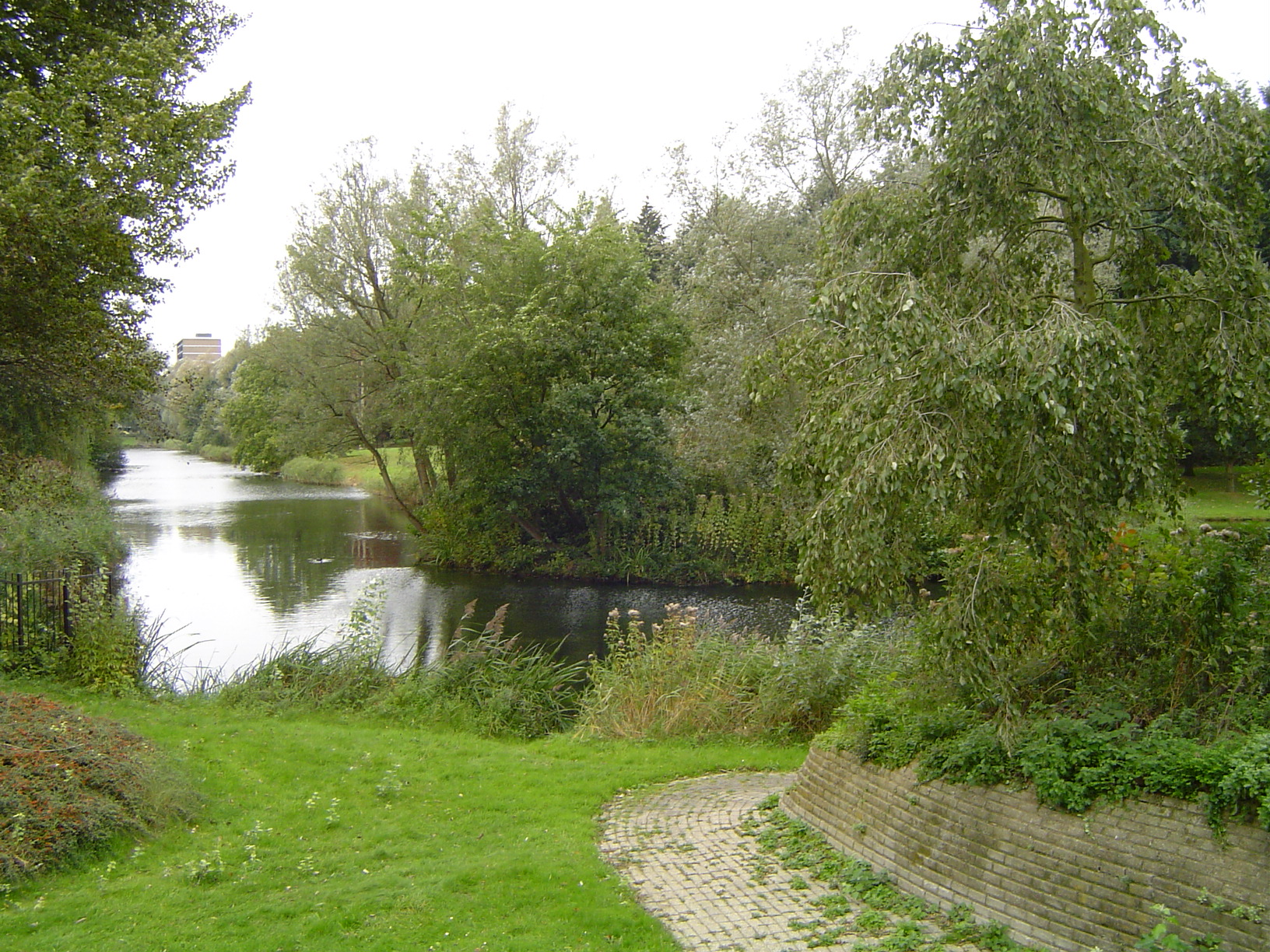
Het Grand Canal, 18de-eeuws element van het voormalige landgoed Dukenburg, vanuit het oosten gezien
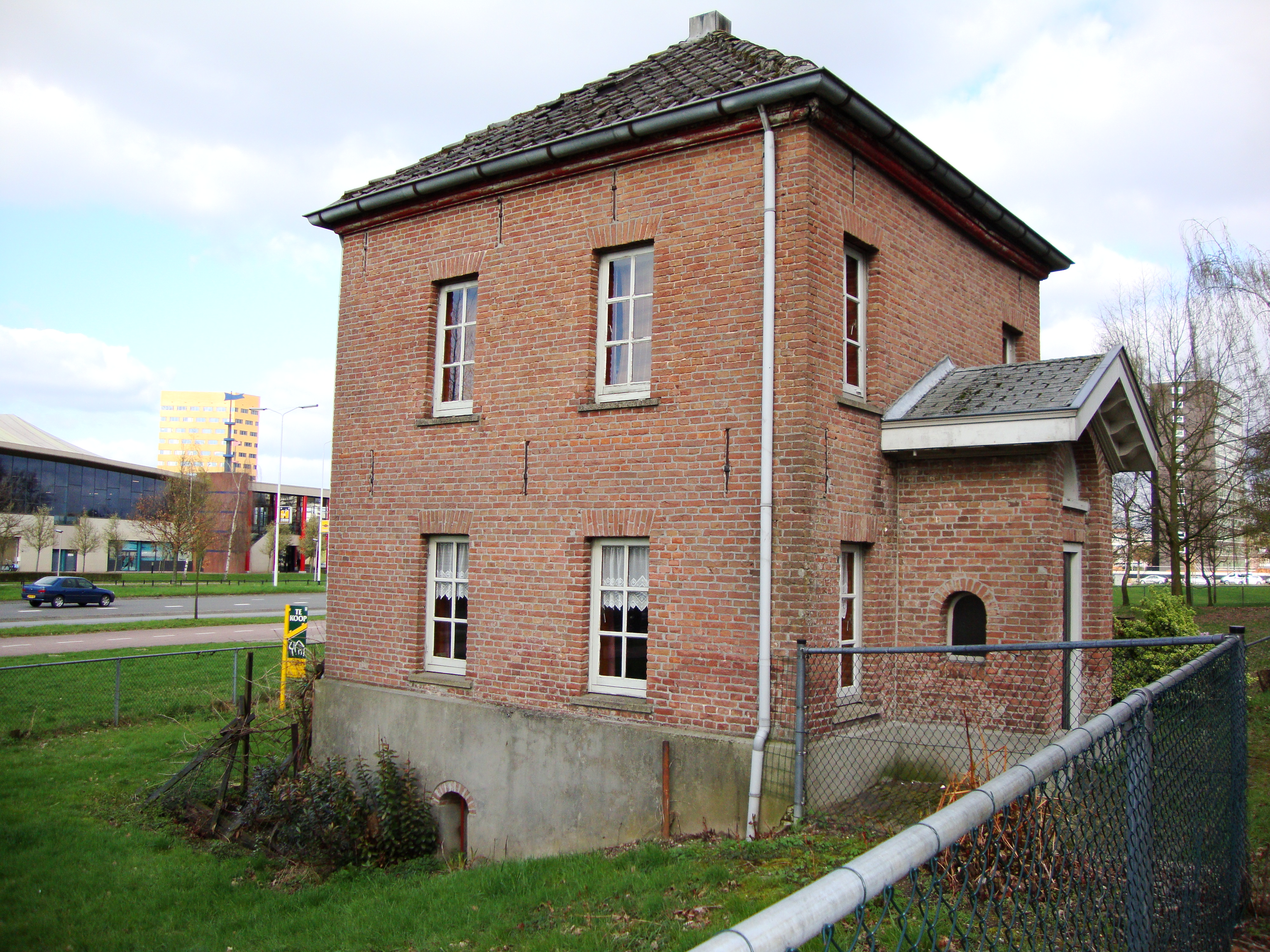
Tolhuisje in Tolhuis
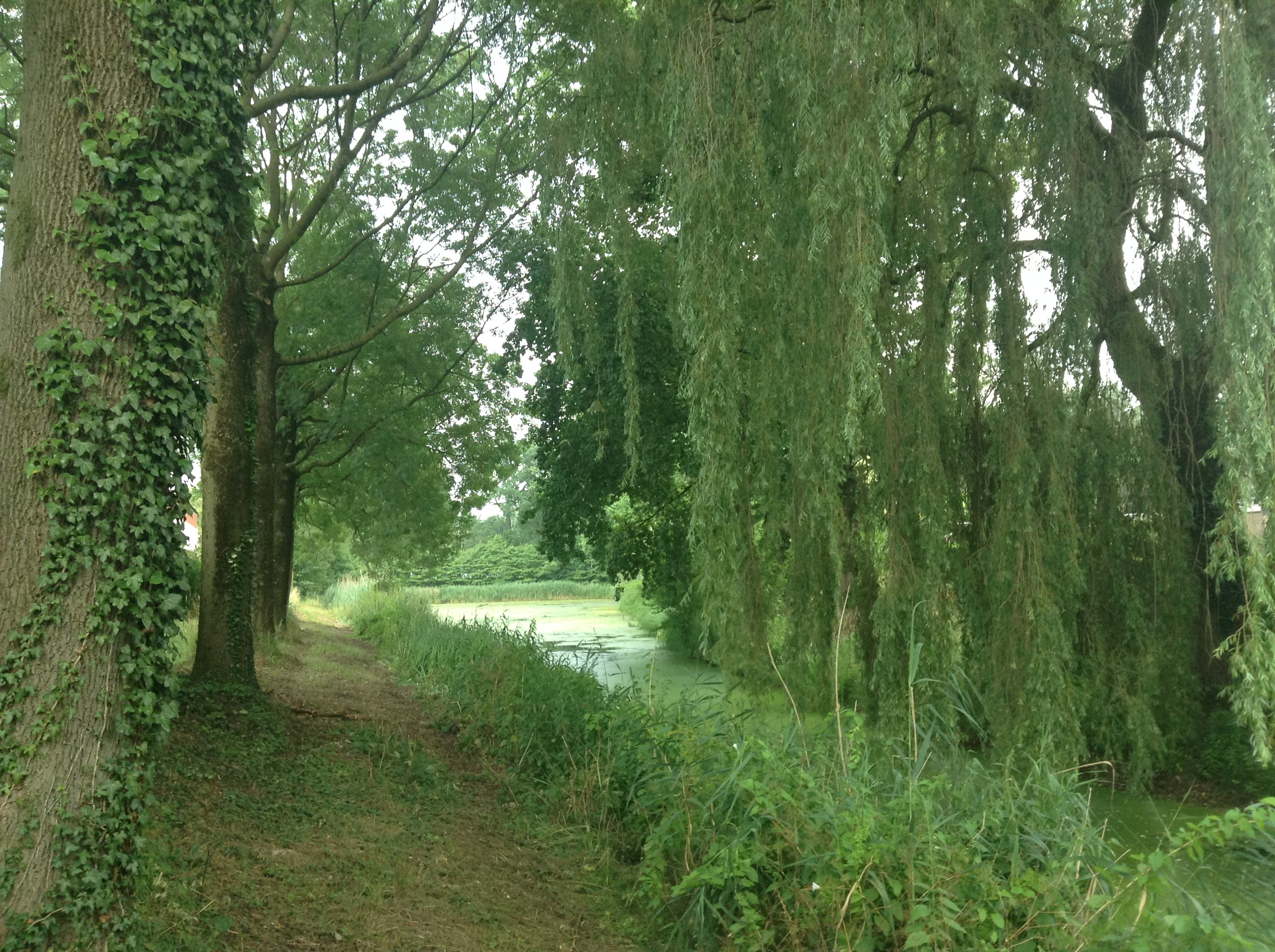
Wetering tussen Meijhorst en Aldenhof
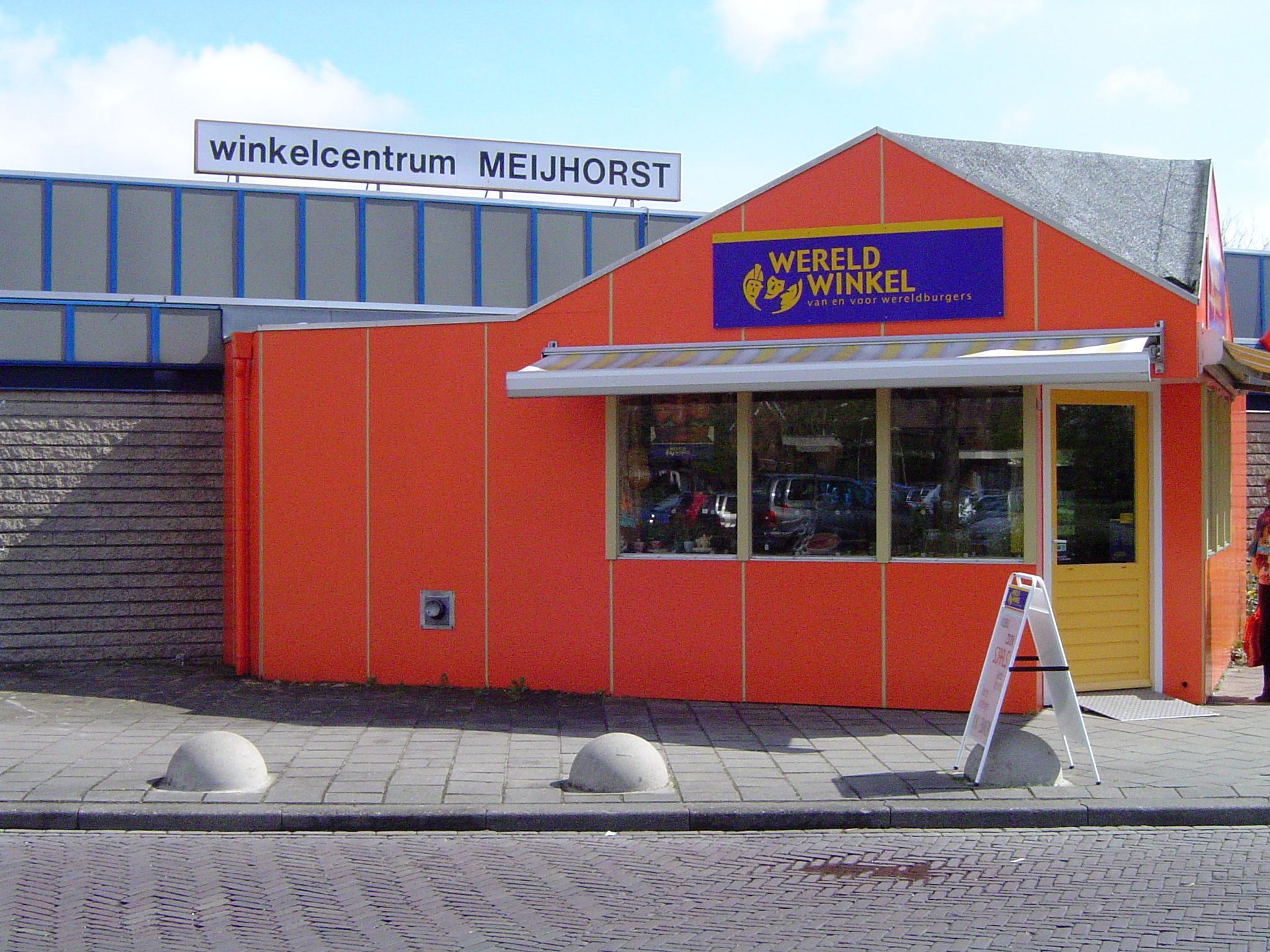
Nijmegen Dukenburg, Wereldwinkel in buurtwinkelcentrum Meijhorst
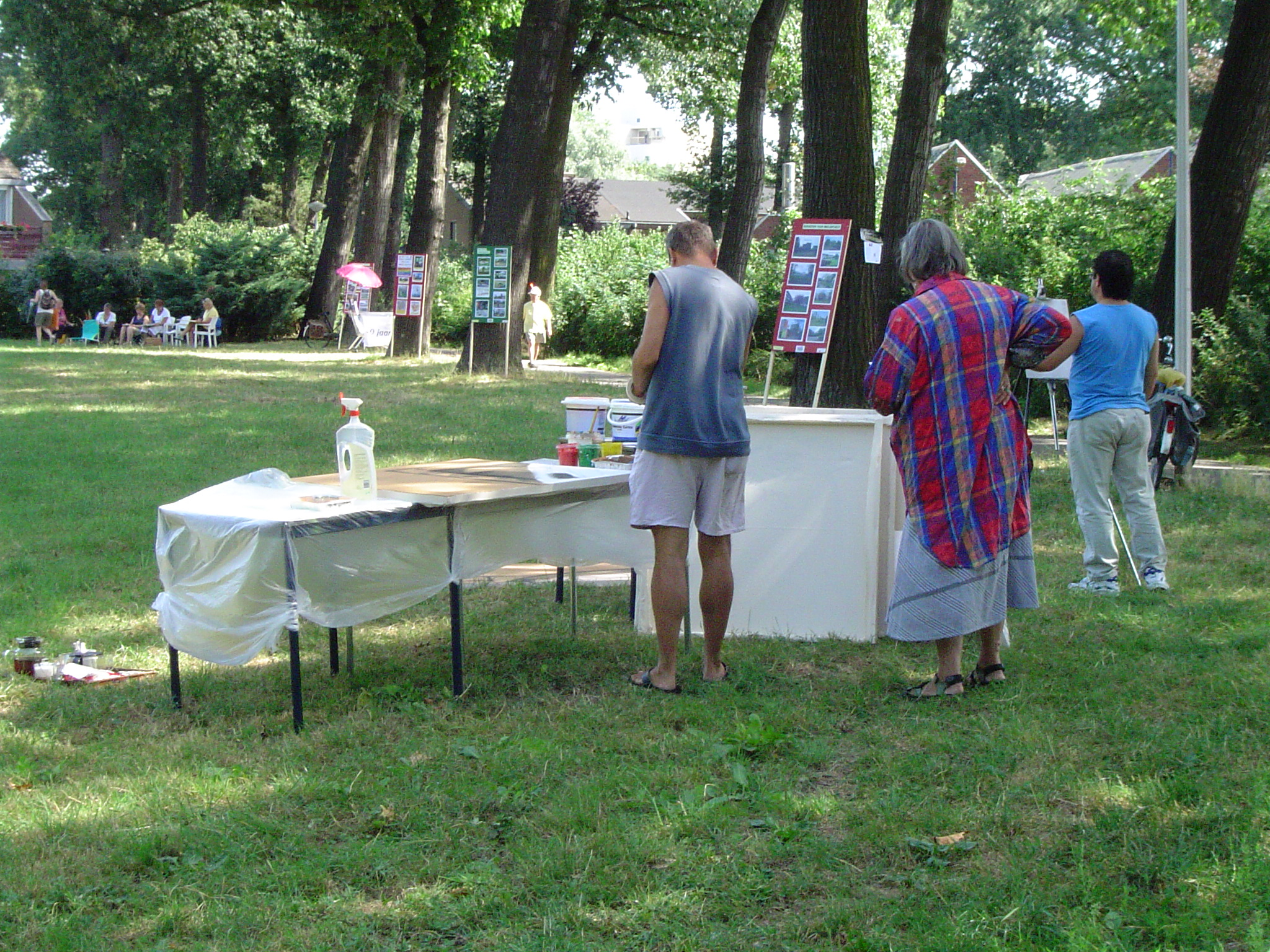
Een oude bomenlaan in Wijkpark Meijhorst, viering 400 jaar Rembrandt 2006: schilderen in het park
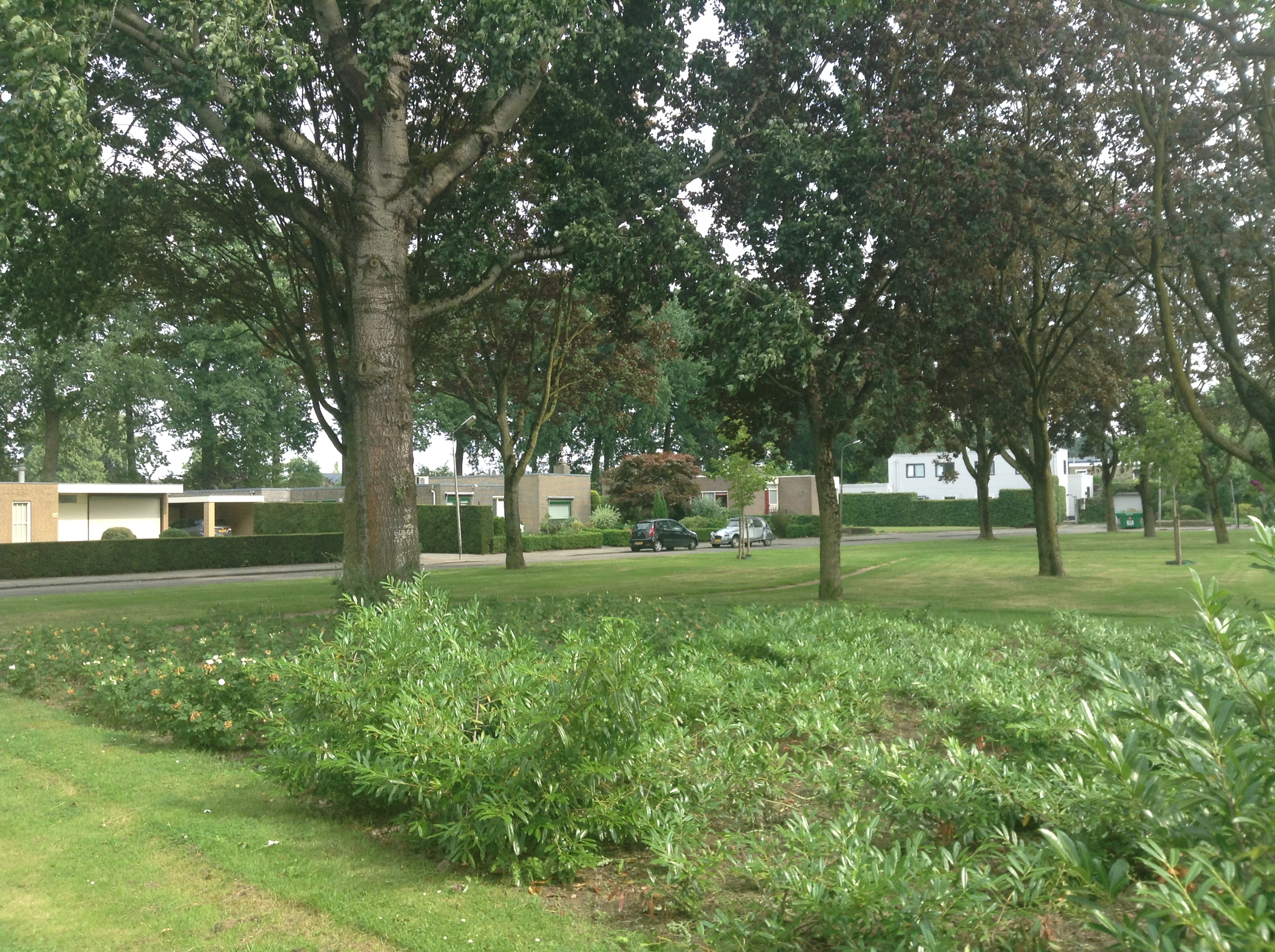
Bungalows in Aldenhof 70e straat
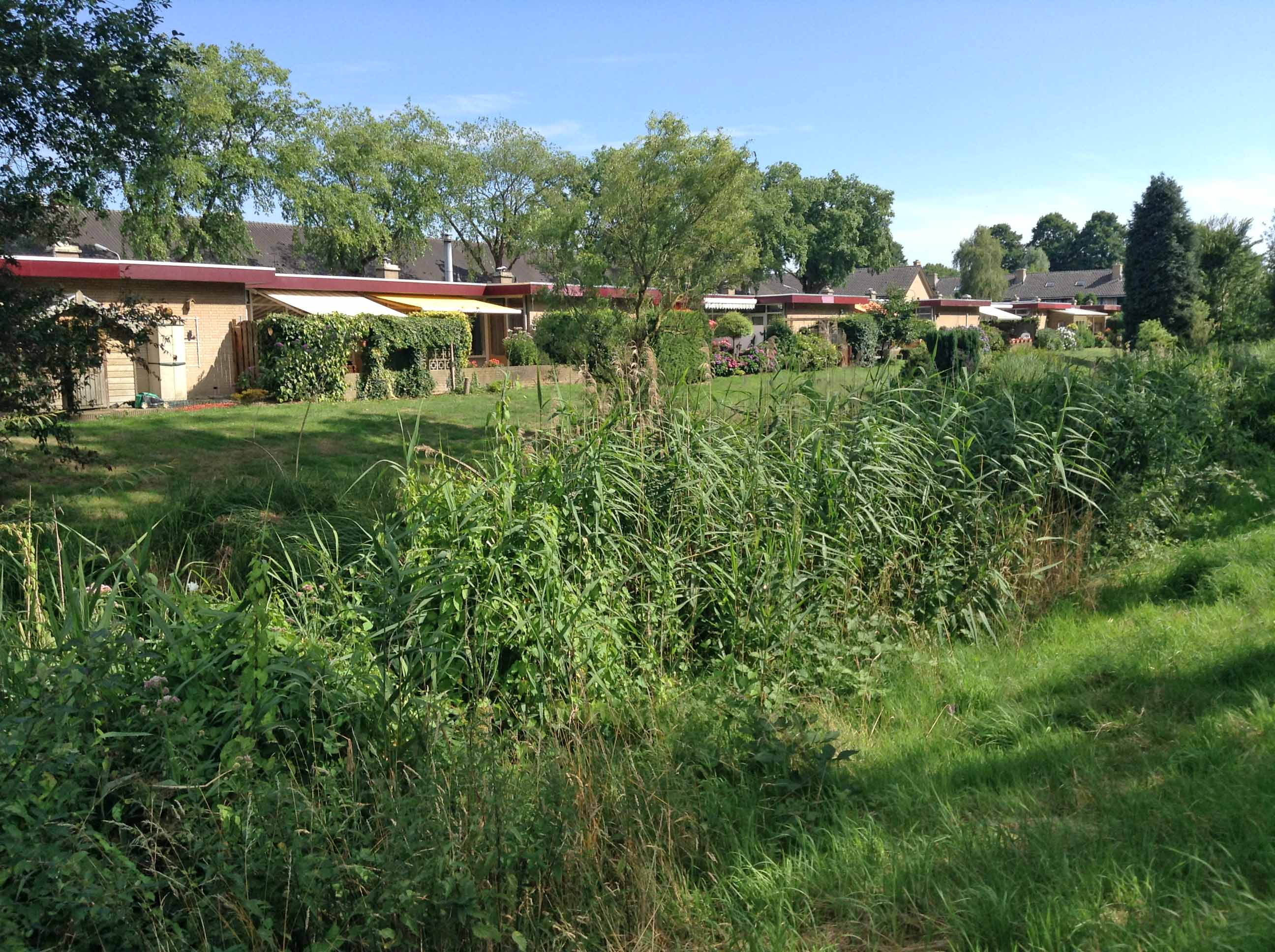
Seniorenwoningen in Lankforst
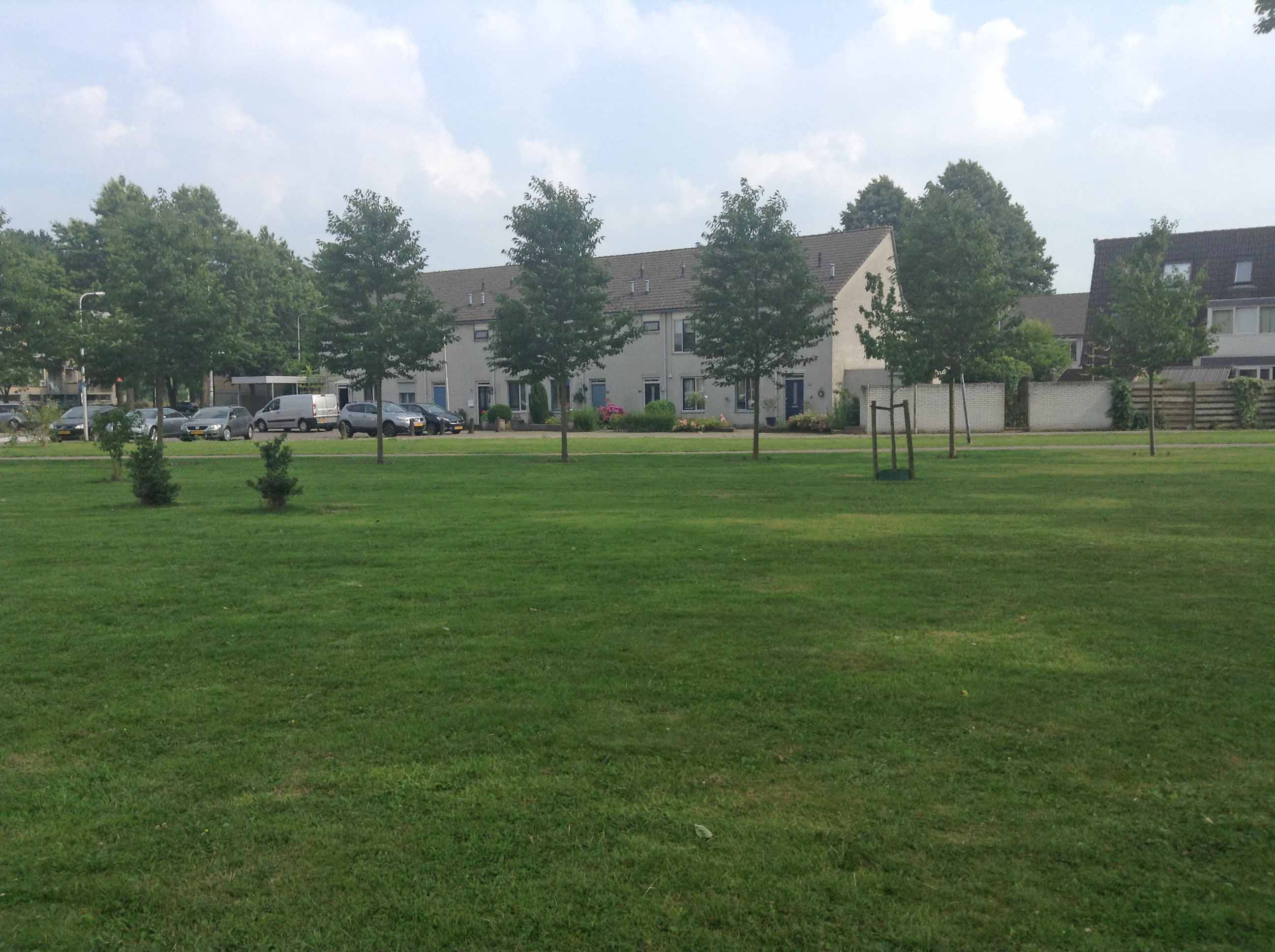
Laagbouw in Aldenhof
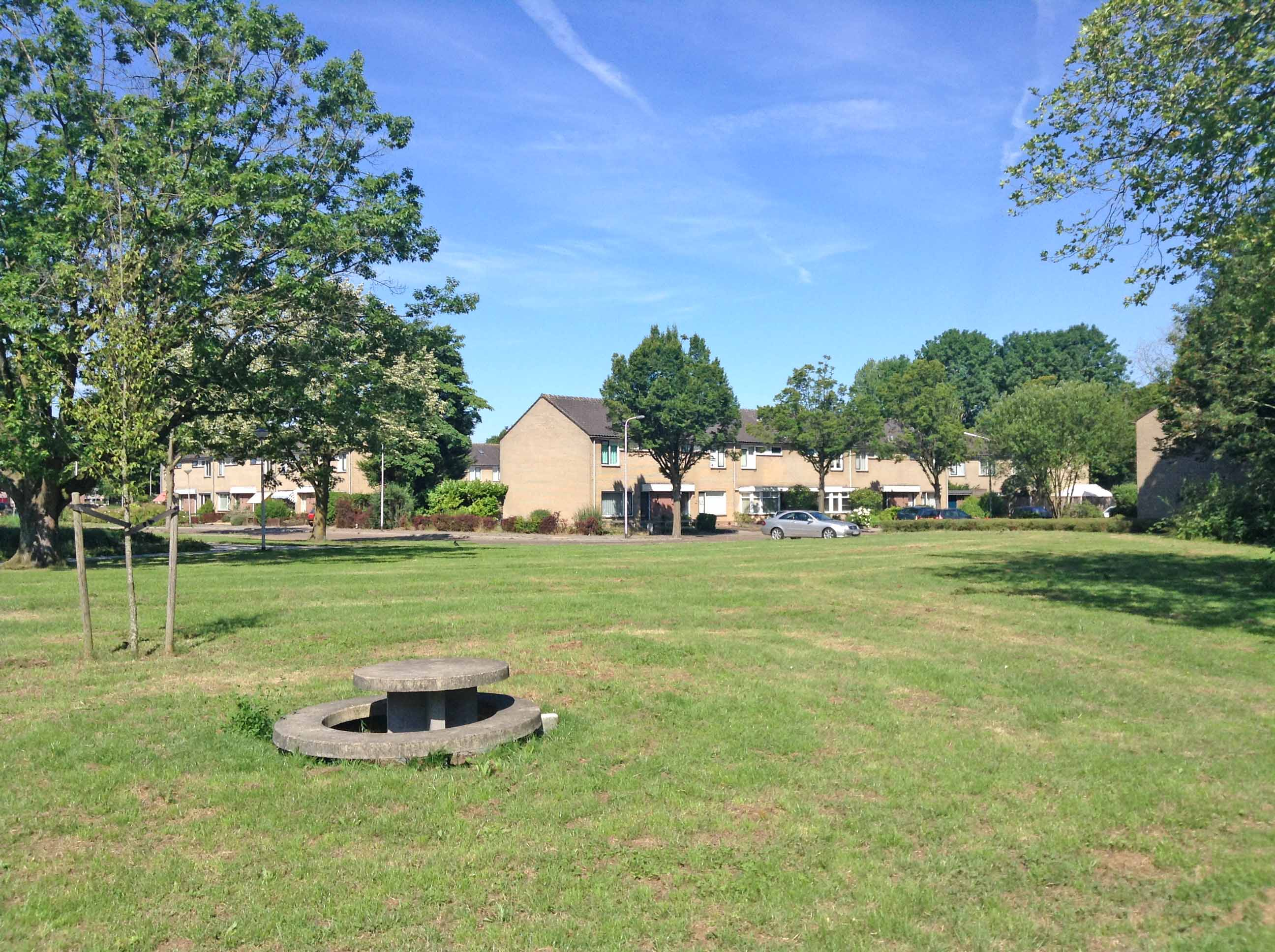
Laagbouw in Malvert
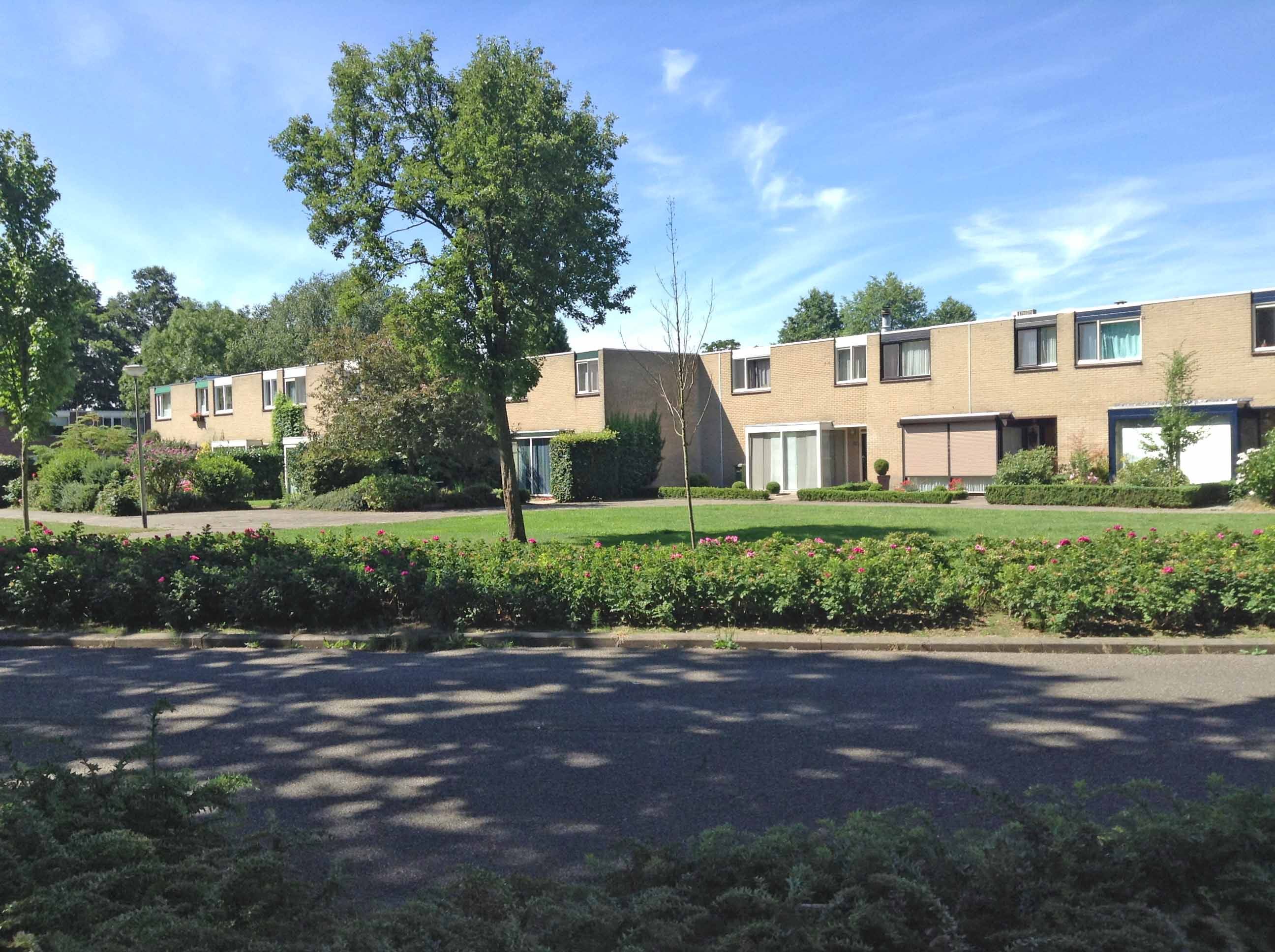
Laagbouw in Tolhuis
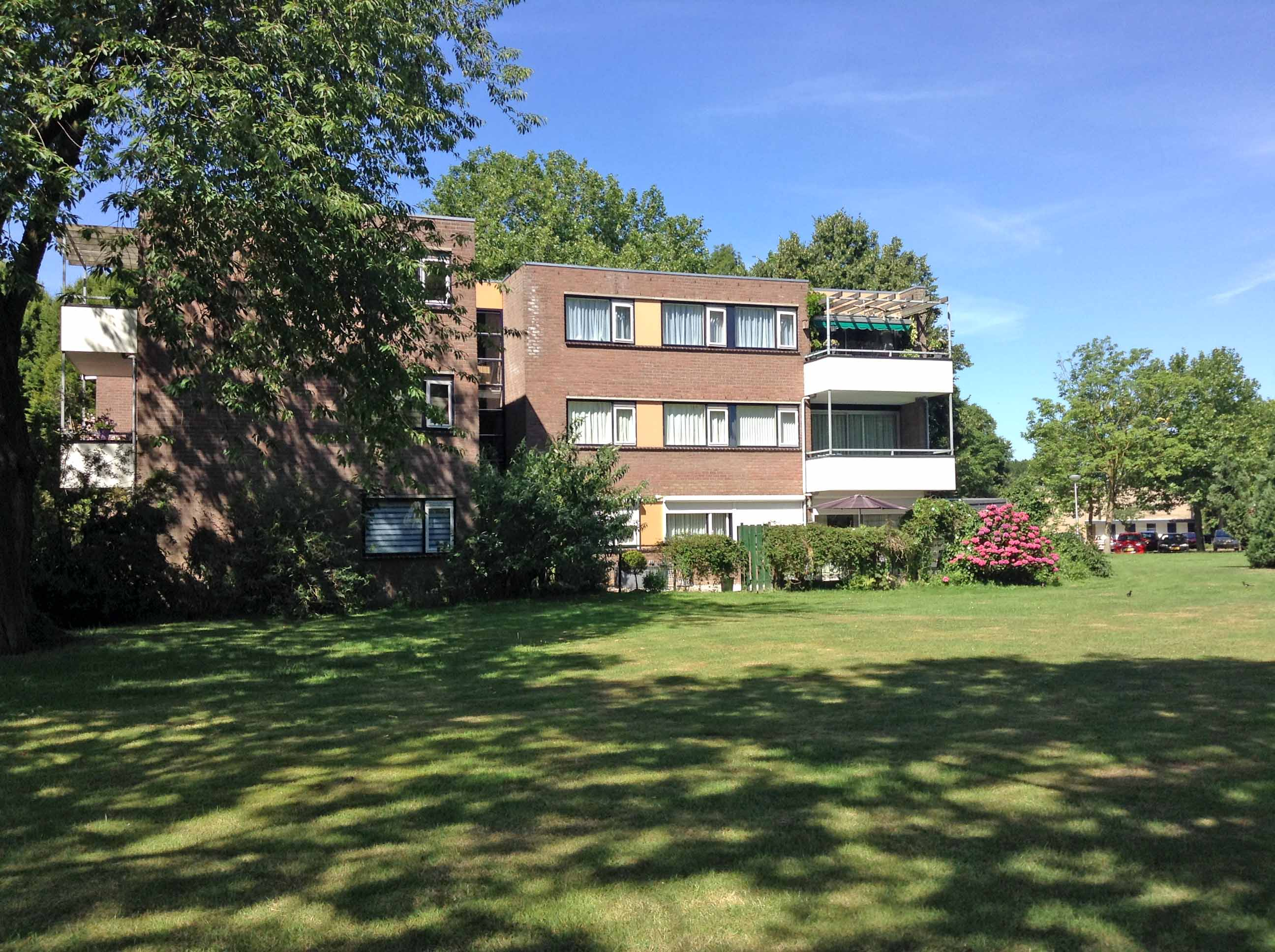
Laagbouw appartementencomplex in Tolhuis
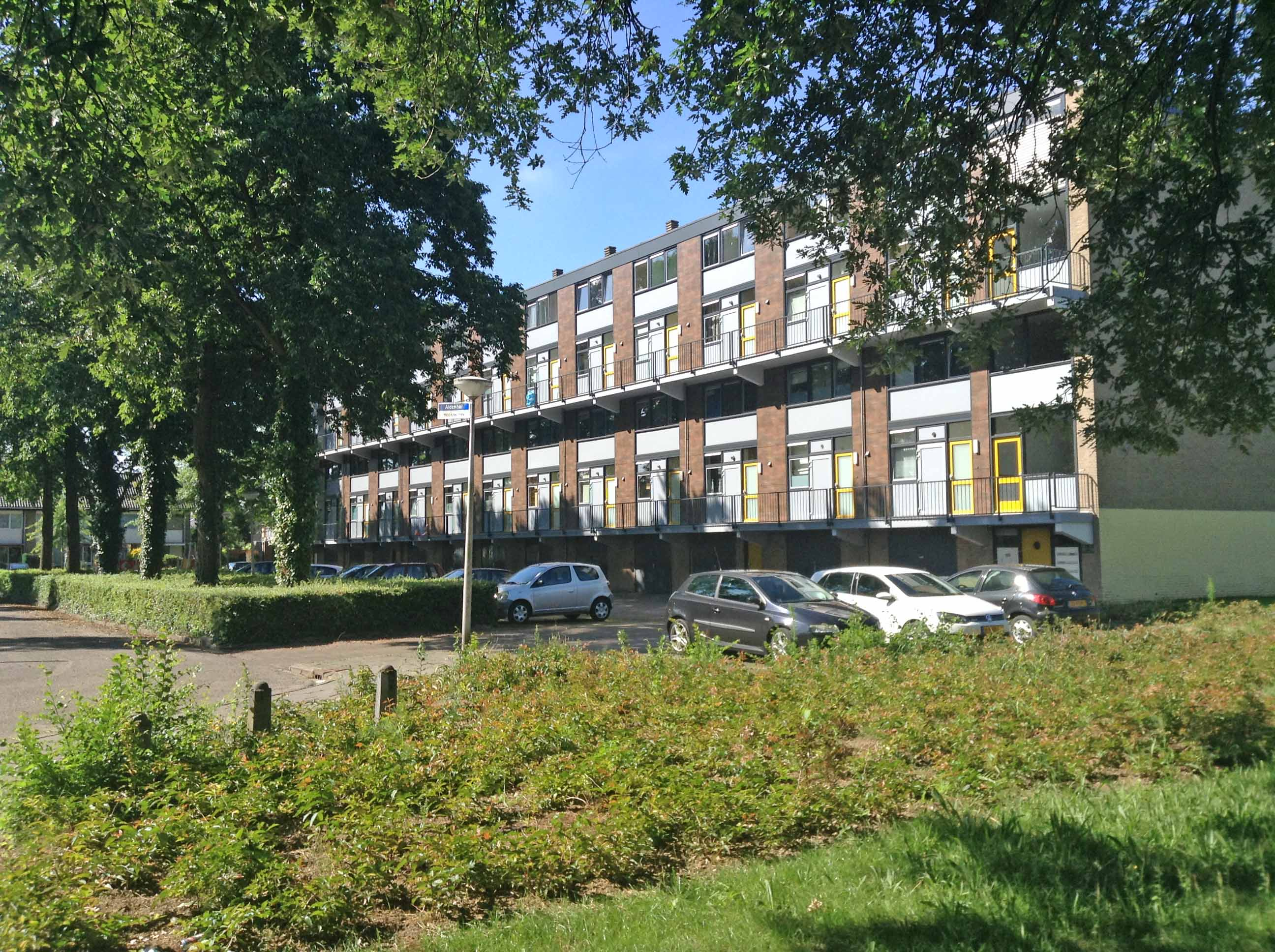
Maisonnettecomplex na de schilrenovatie (Aldenhof)
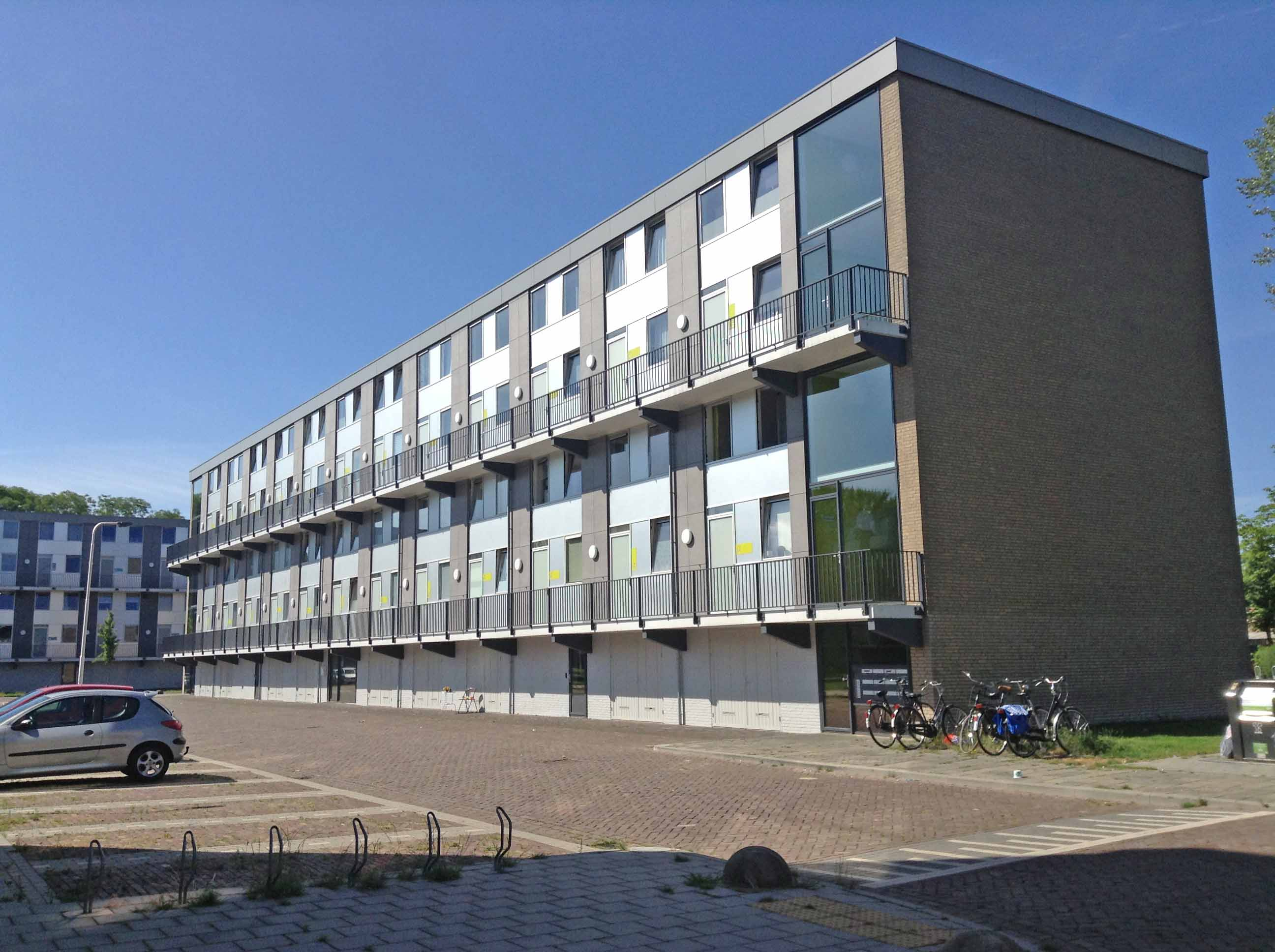
Maisonnettecomplex na de renovatie (Malvert)
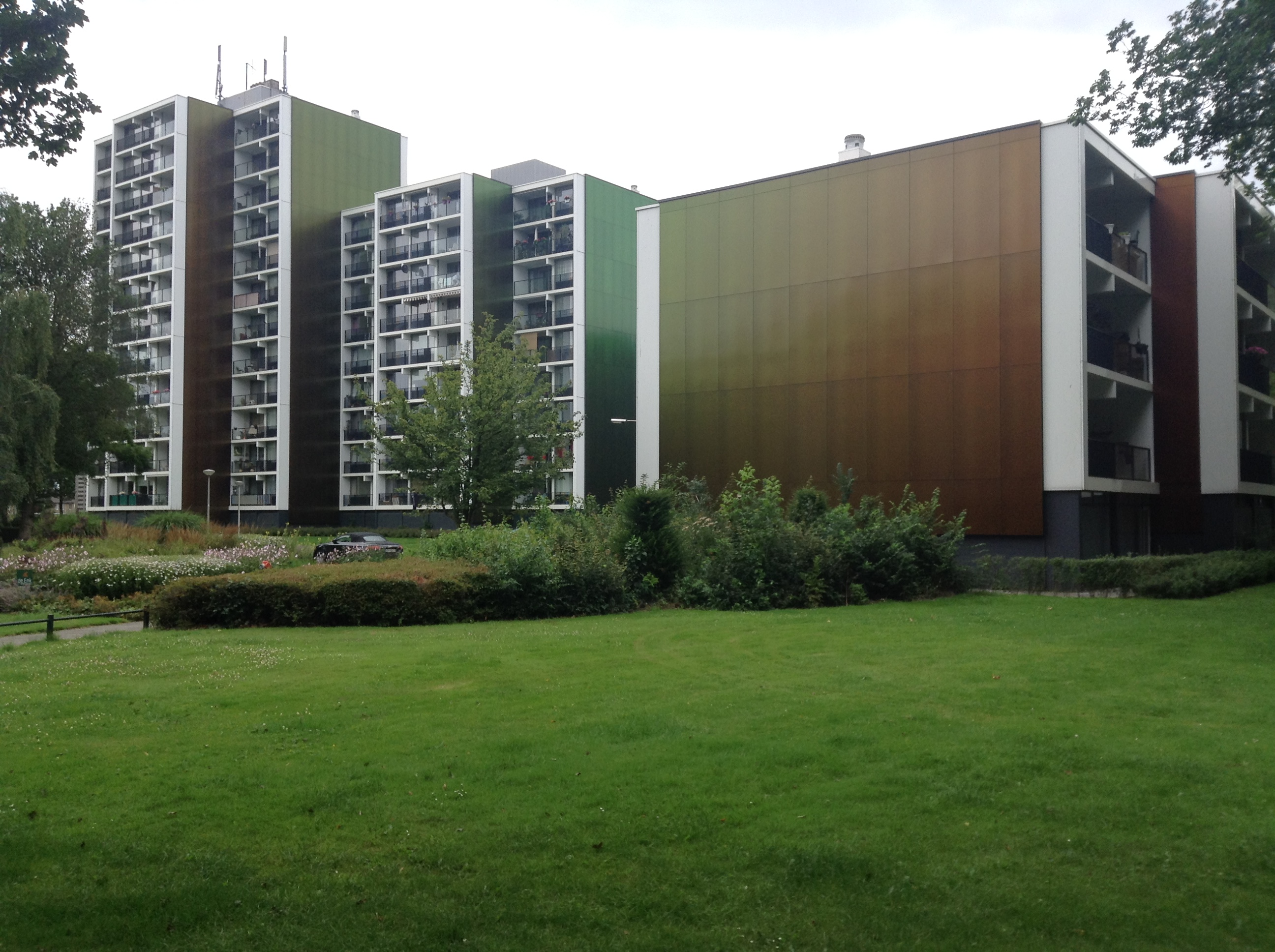
Hoogbouw in Weezenhof
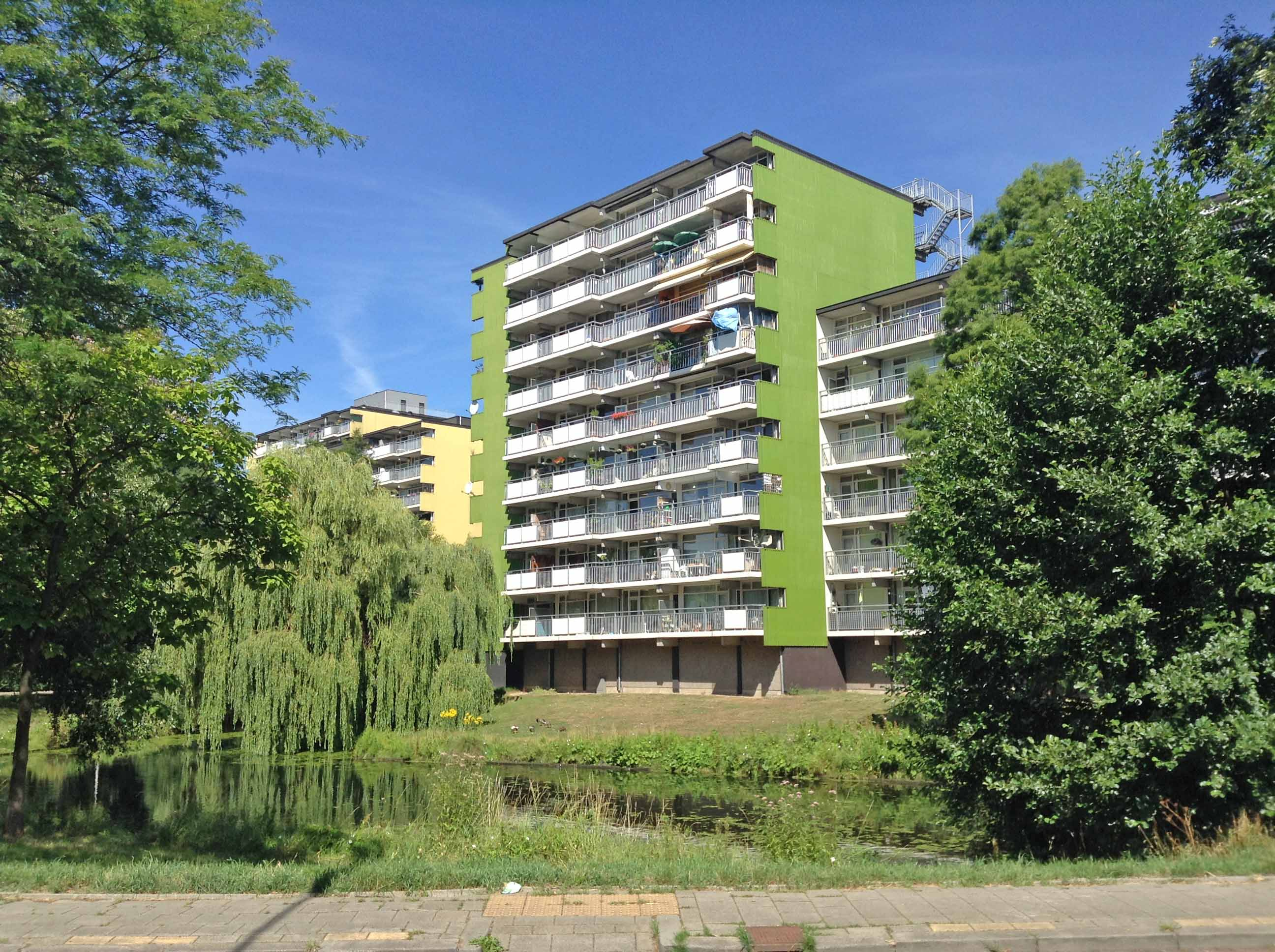
Hoogbouw in Zwanenveld
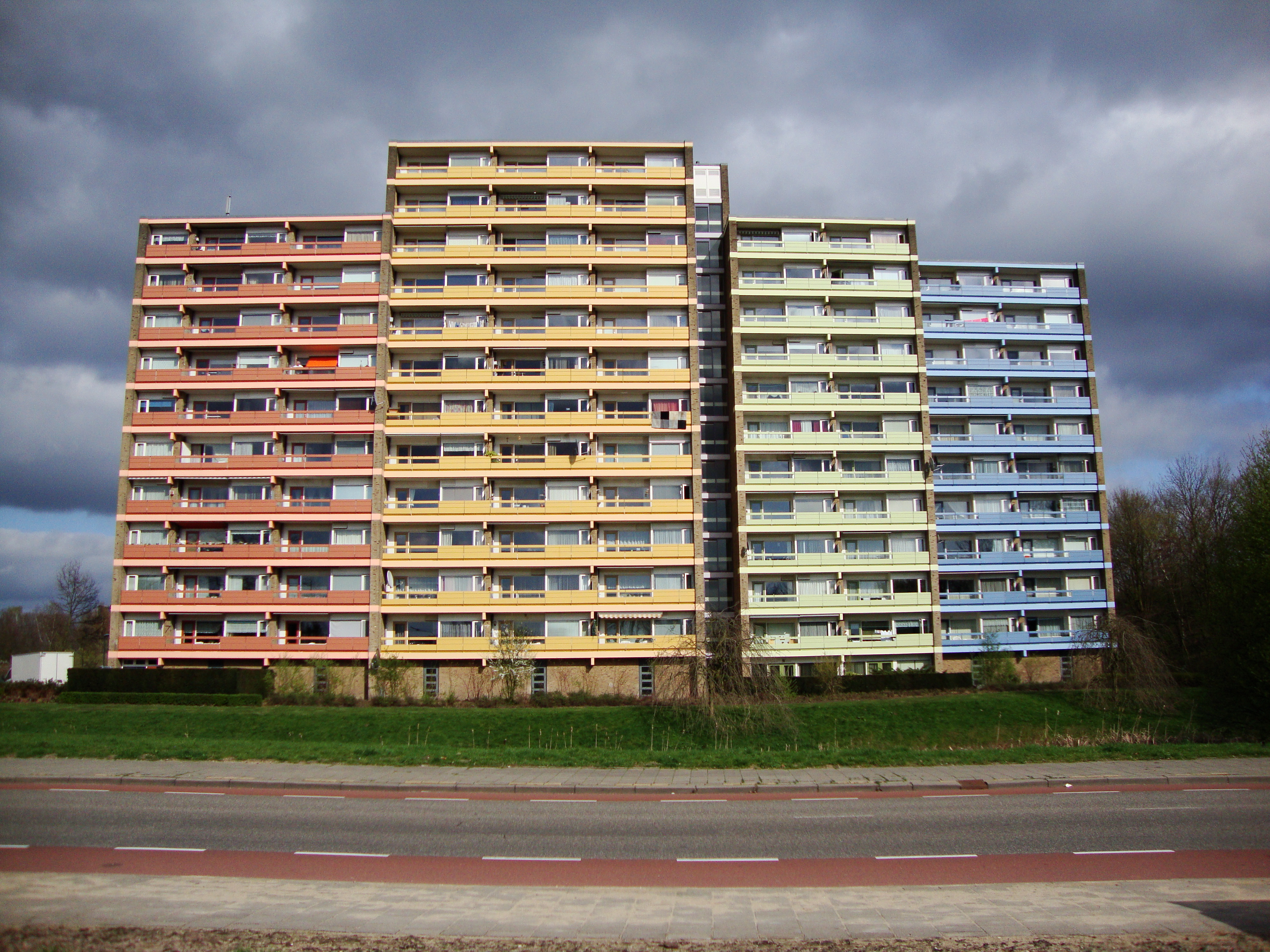
Hoogbouw Leuvensehof (Zwanenveld)
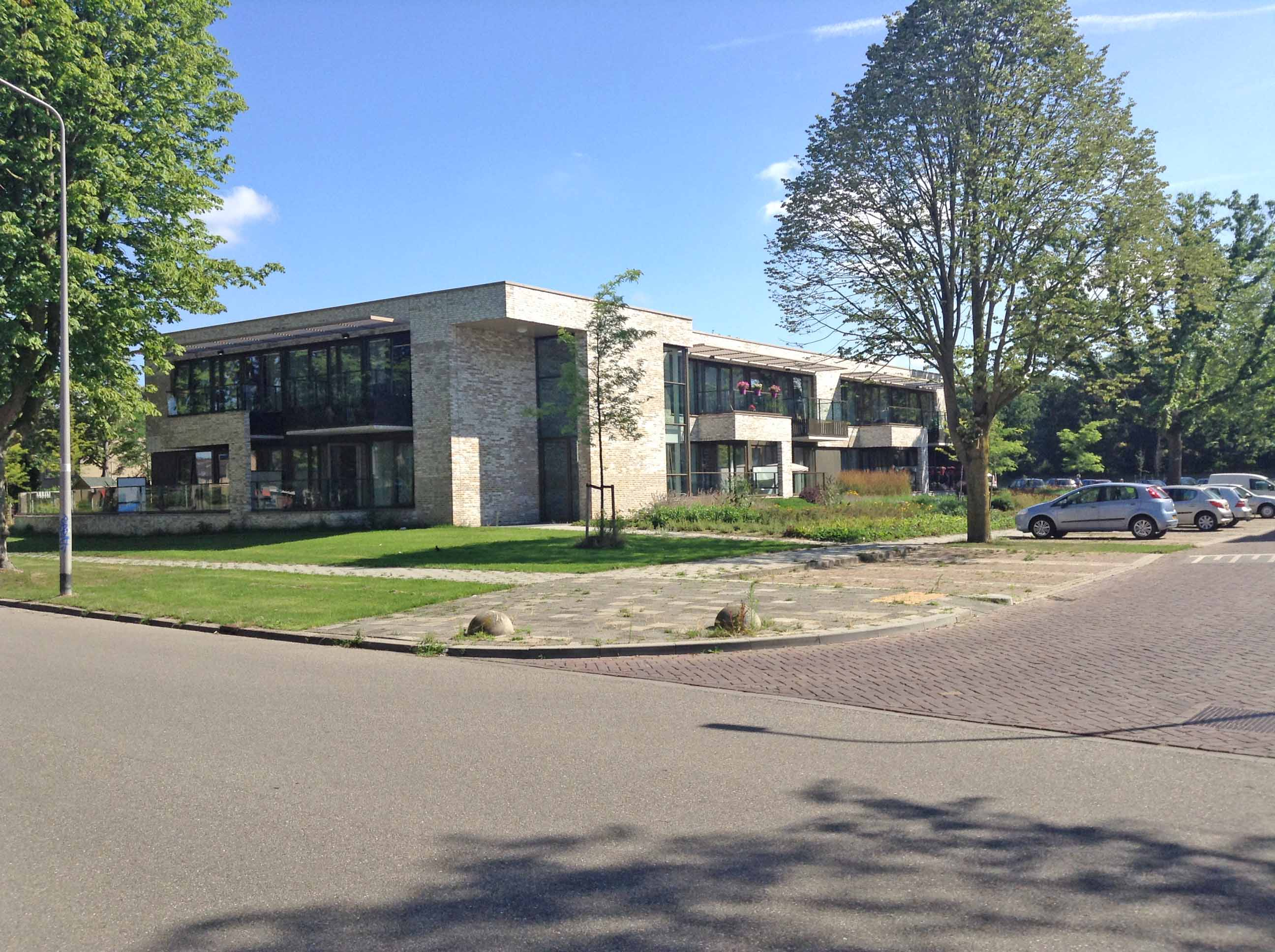
Zorgcomplex De Wollewei (Malvert)
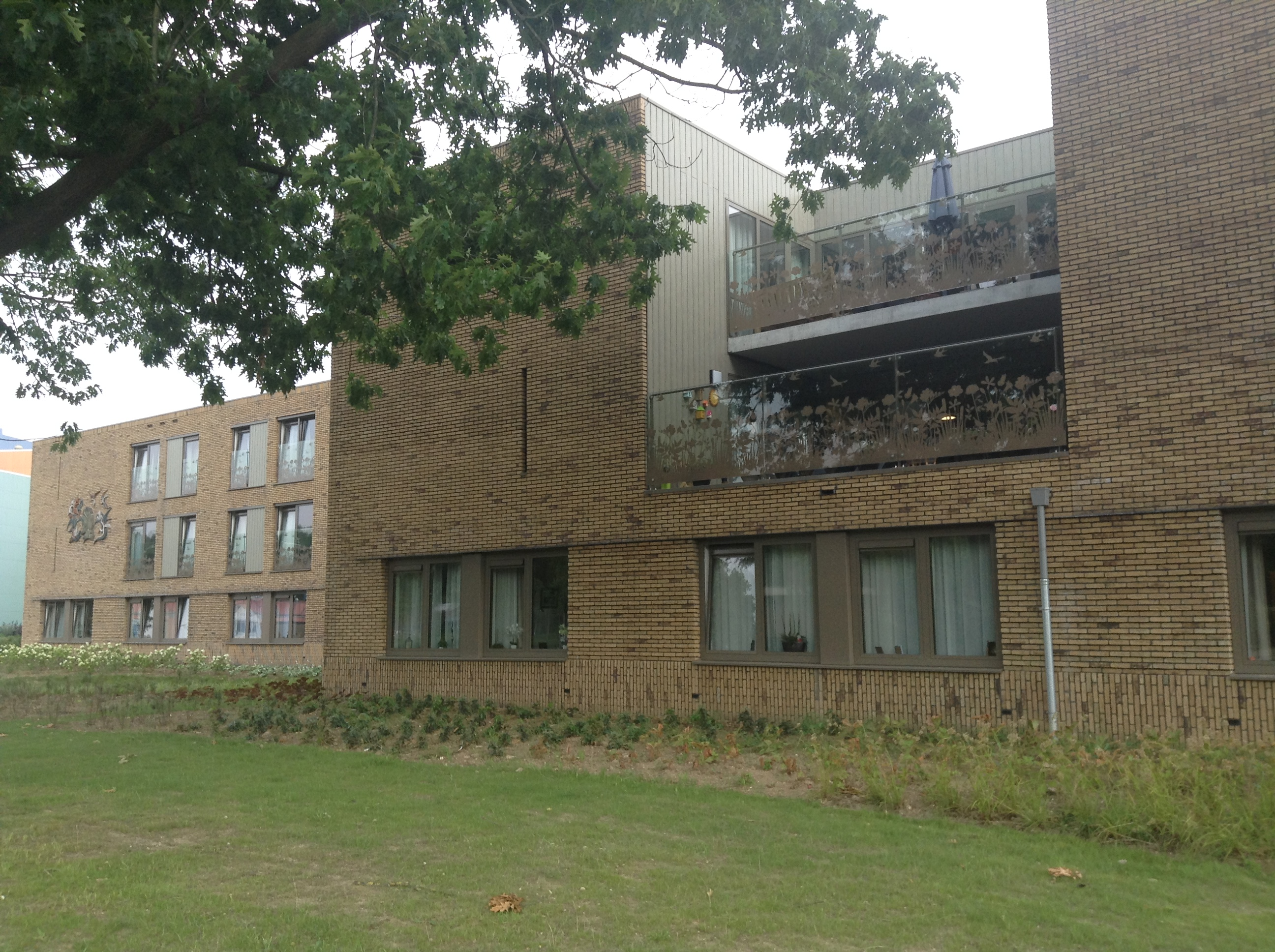
Zorgcomplex De Horizon (Meijhorst)
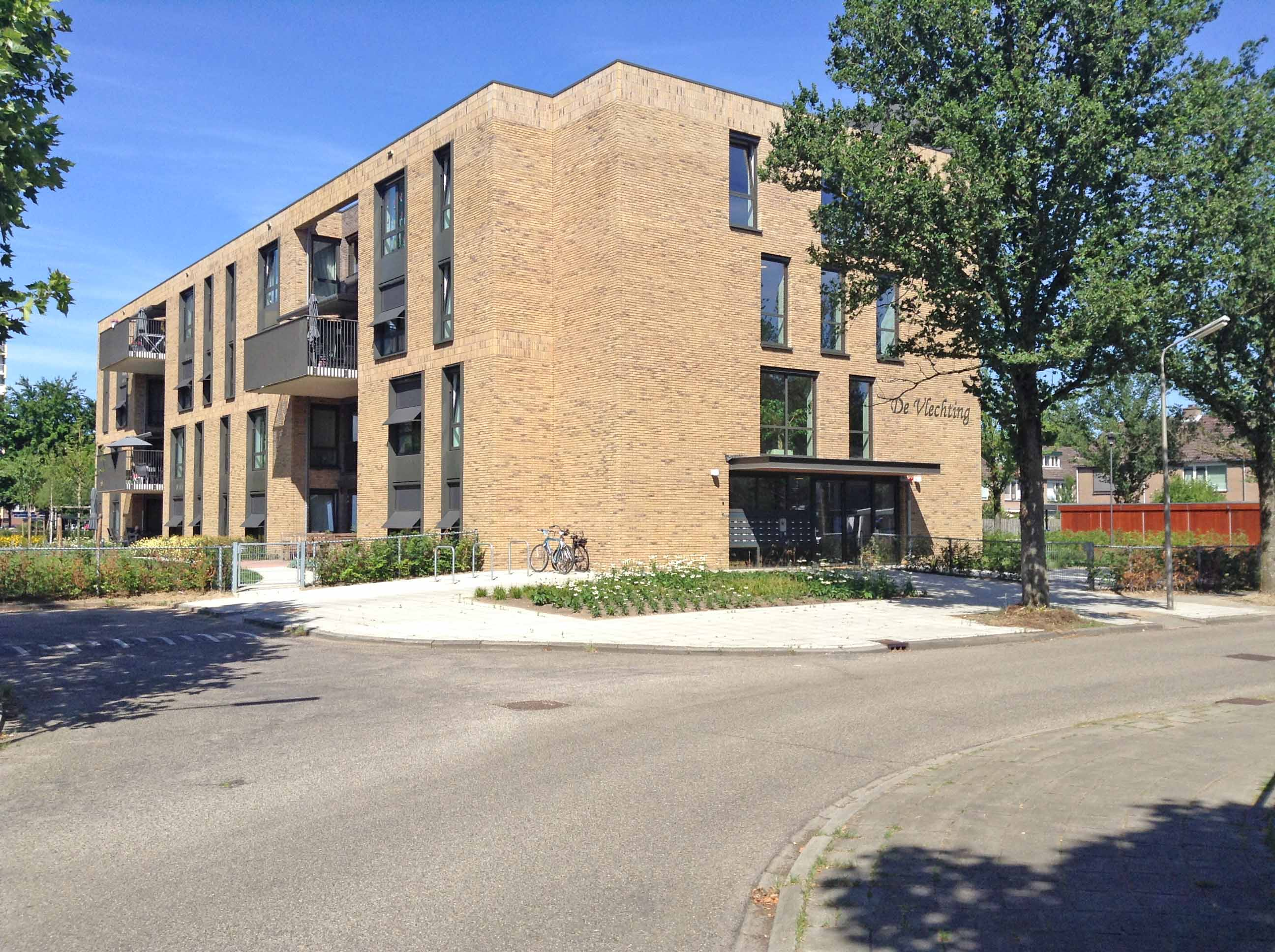
Zorgcomplex De Vlechting (Zwanenveld)
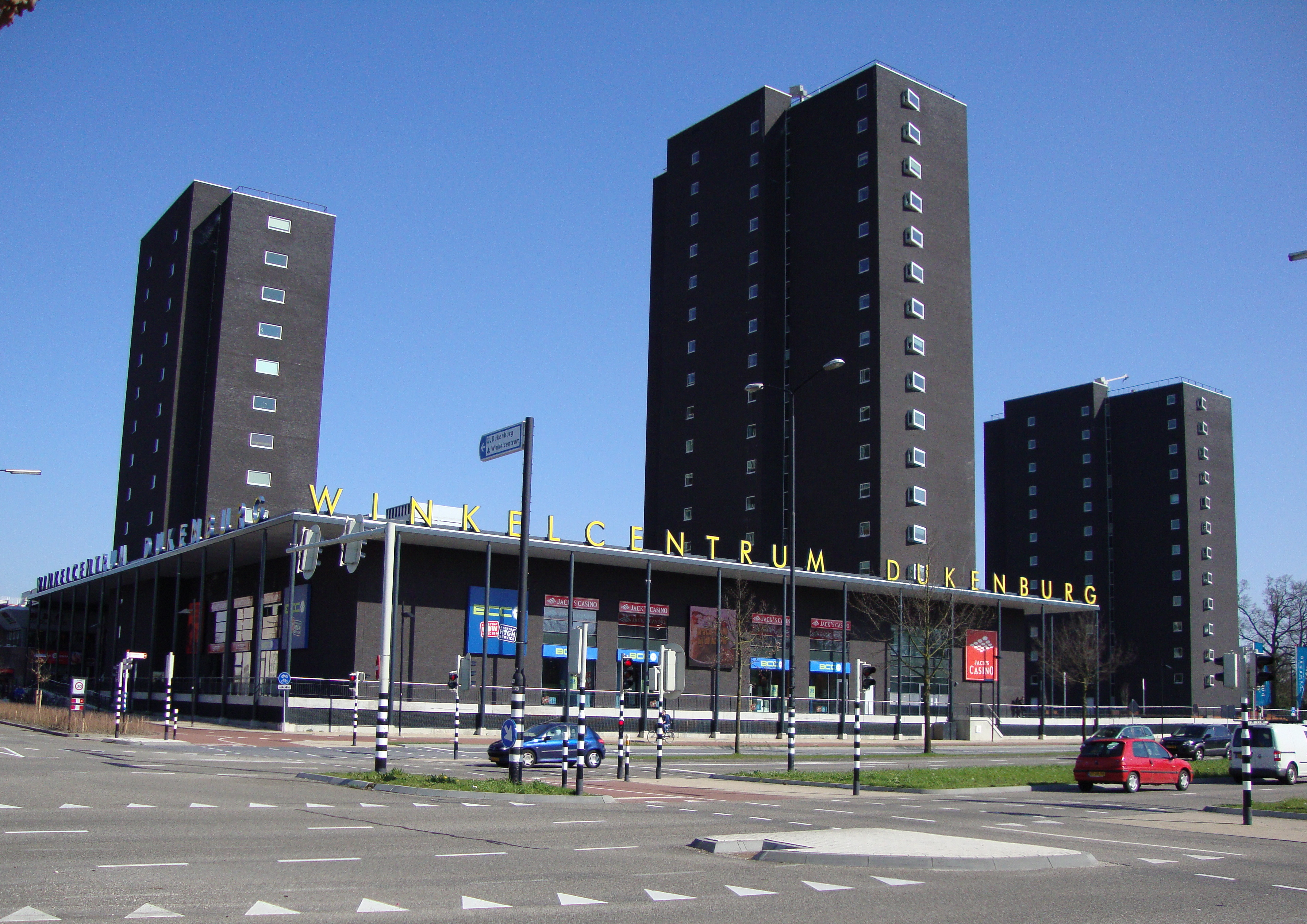
Nieuwbouw uitbreiding winkelcentrum Dukenburg
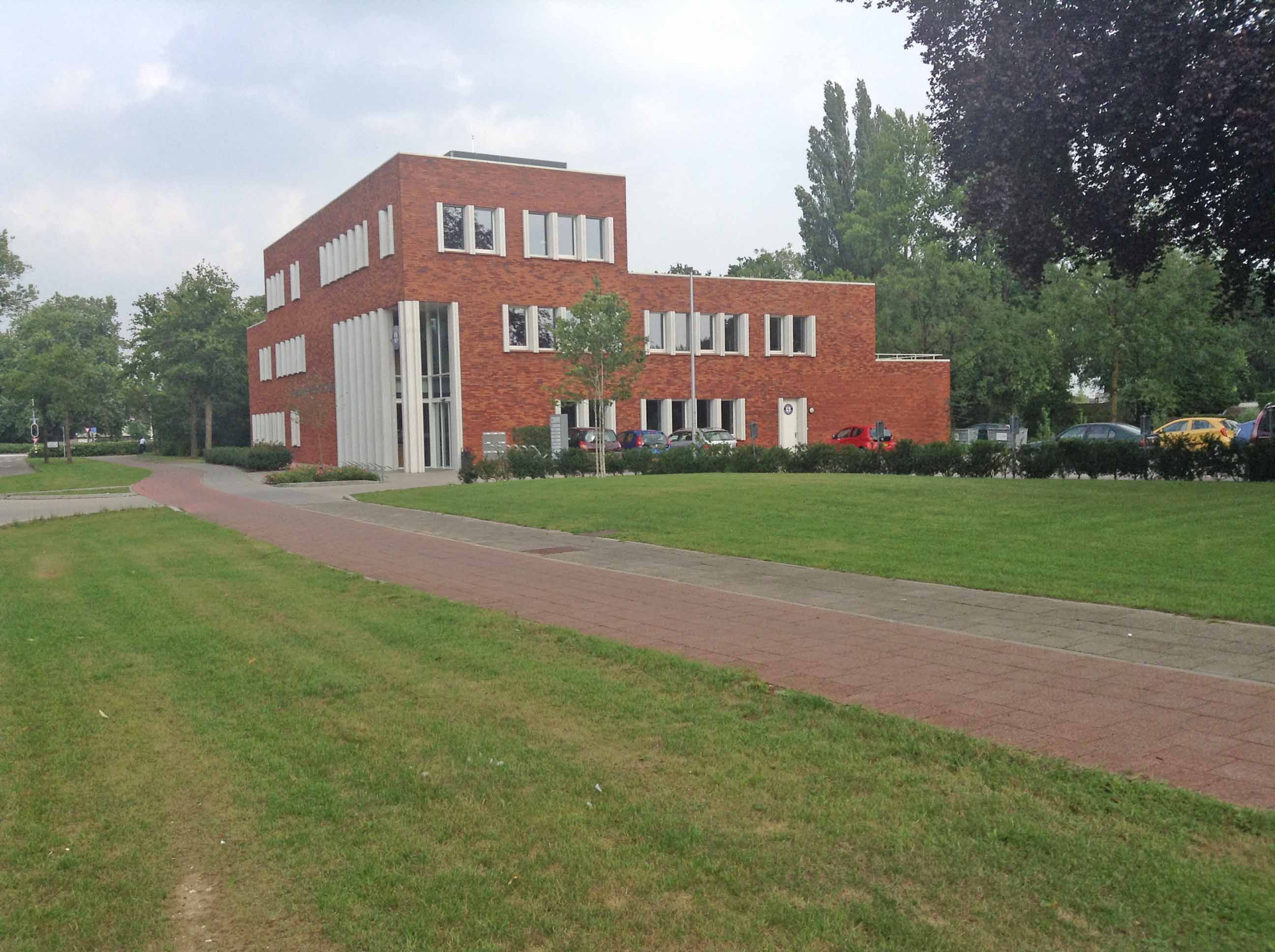
Gezondheidscentrum De Schakel (Meijhorst)
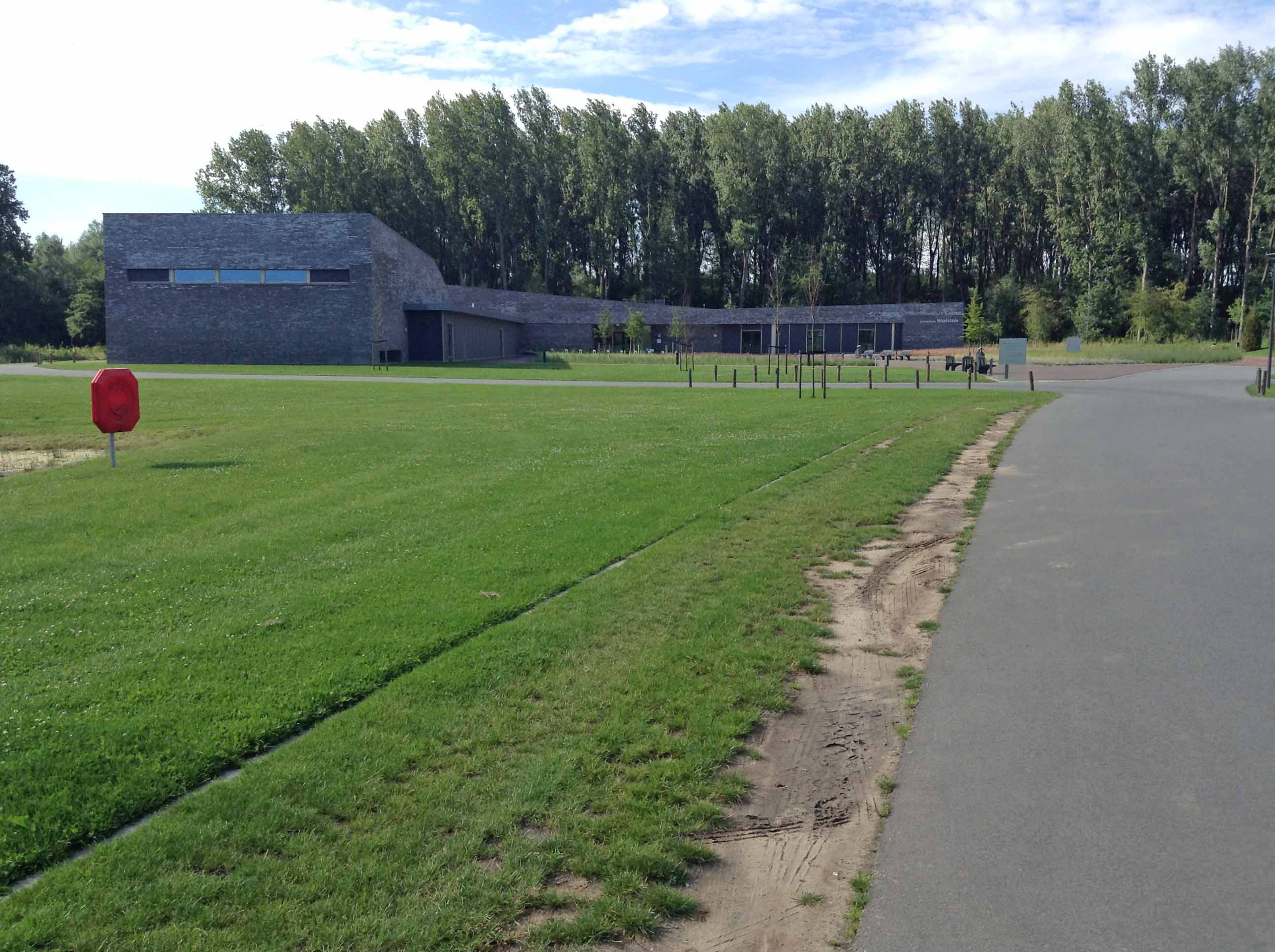
Crematorium en uitvaartcentrum Waalstede (Staddijk)
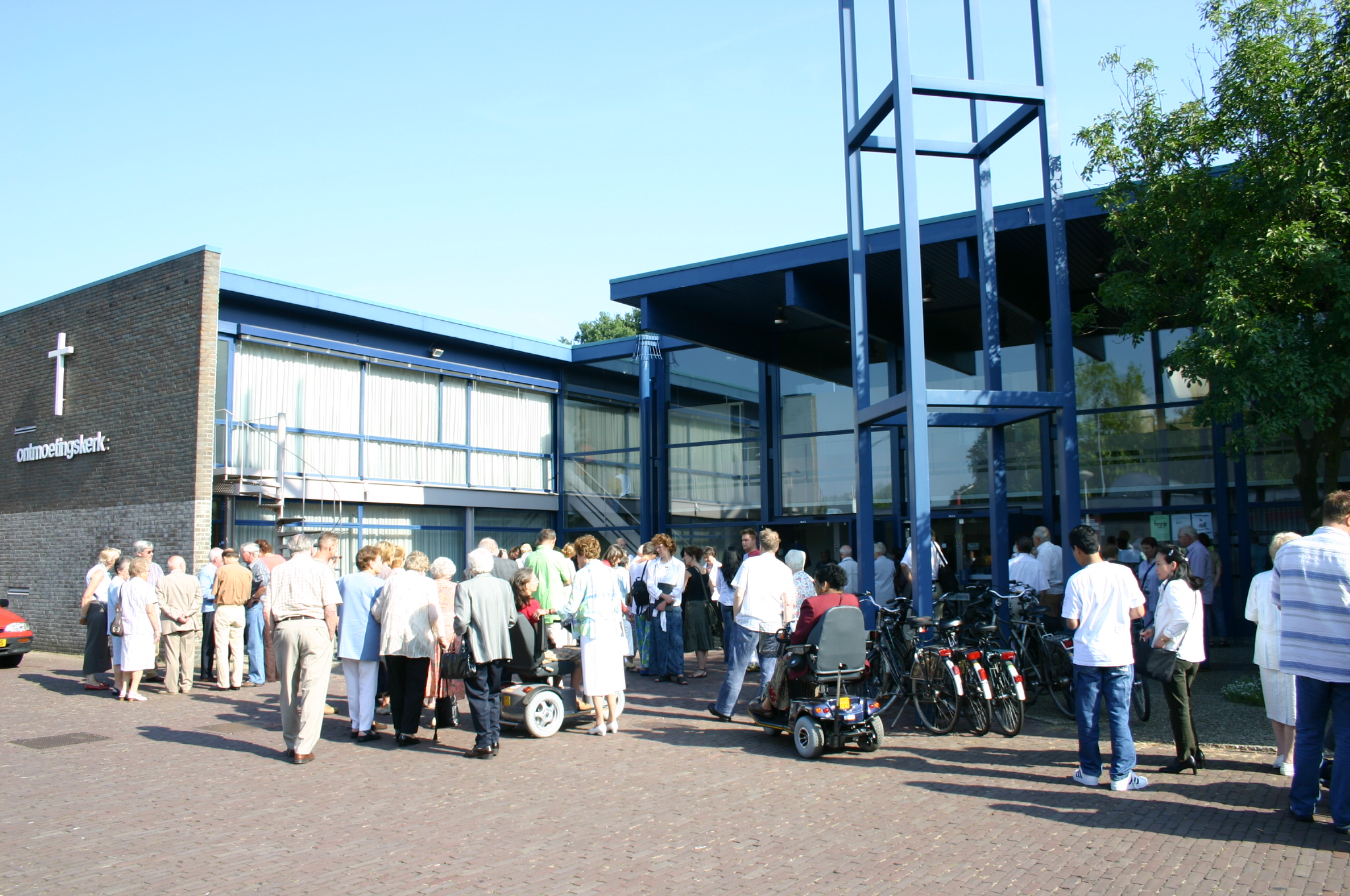
Ontmoetingskerk Dukenburg